# Jacques Brel

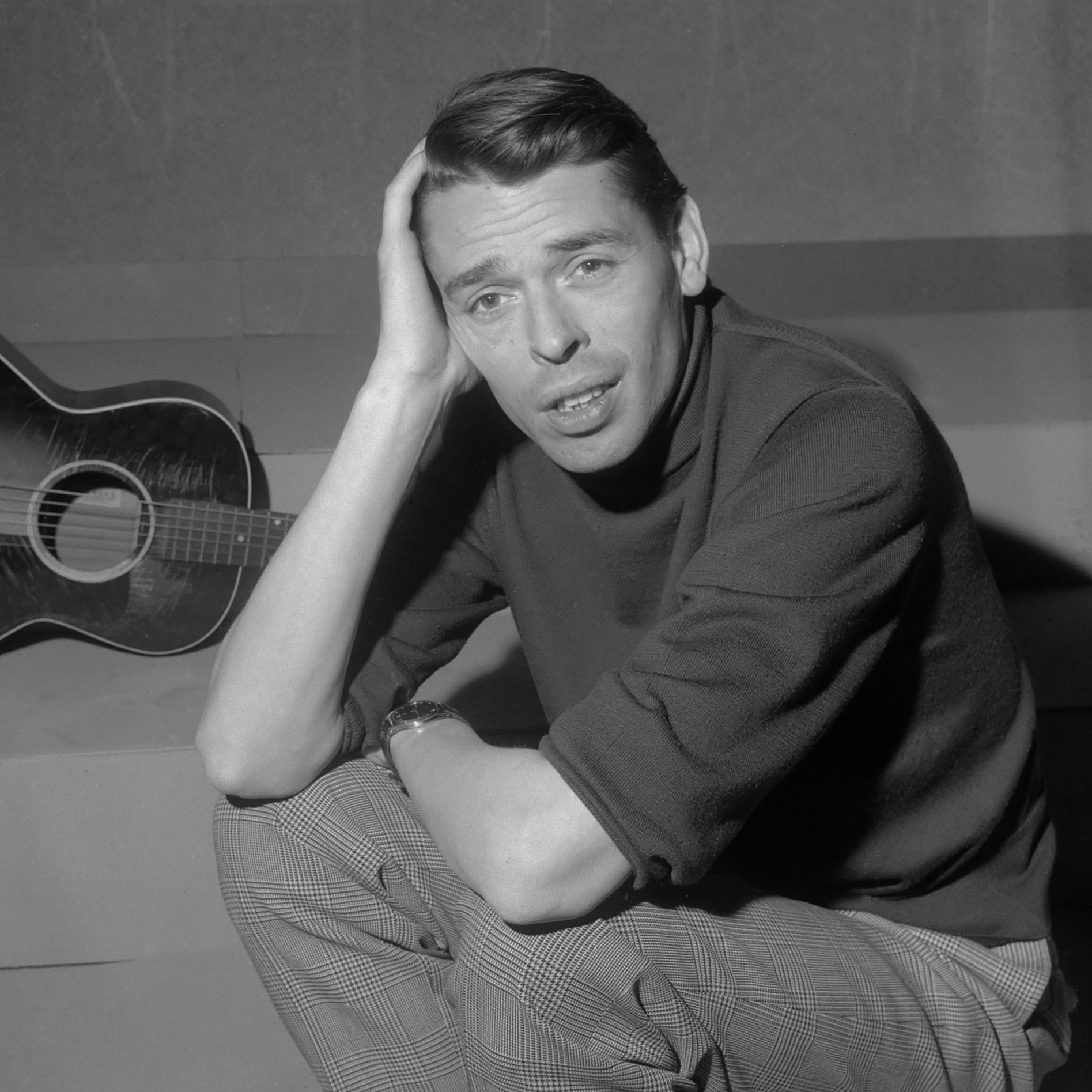
Jacques Brel (1962)

Jacques Romain Georges Brel (Ausspracheⓘ; * 8. April 1929 in Schaerbeek/Schaarbeek, Belgien; † 9. Oktober 1978 in Bobigny, Frankreich) war ein belgischer Chansonnier und Schauspieler. Seine Lieder, meist in französischer Sprache, machten ihn zu einem der wichtigsten Repräsentanten des französischen Chansons. Mit Charles Trenet und Georges Brassens nimmt er unter den Chansonniers, die ihre eigenen Lieder vortragen, eine herausragende Stellung ein. Die Themen seiner Chansons decken ein weites Spektrum von Liebesliedern bis zu scharfer Gesellschaftskritik ab. Seine Auftritte waren gekennzeichnet durch einen expressiven, dramatischen Vortrag. Zahlreiche andere Sänger interpretierten Brels Chansons wie Ne me quitte pas, Amsterdam, Le Plat Pays, La chanson de Jacky oder Orly und übertrugen sie in andere Sprachen, so auch den internationalen Hit Seasons in the Sun (im Original Le Moribond). Bekannte Brel-Interpreten in deutscher Sprache sind Michael Heltau und Klaus Hoffmann.
Aufgewachsen in Brüssel ging Brel 1953 in der Hoffnung auf eine Karriere als Chansonnier nach Paris. In Frankreich sang er lange nur auf kleinen Bühnen und Tourneen durch die Provinz, bis ihm Ende der 1950er Jahre der Durchbruch gelang und er zu einem der größten zeitgenössischen Stars der Chansonszene wurde. Auf dem Höhepunkt seiner Karriere trat Brel 1967 von der Bühne ab. In der Folge übertrug er das Musical Der Mann von La Mancha ins Französische, in dem er selbst die Rolle des Don Quijote übernahm. Er spielte in zehn Spielfilmen, von denen er zwei in eigener Regie realisierte. Nach dem Misserfolg seines zweiten Films zog er sich weitgehend aus der Öffentlichkeit zurück und frönte zwei privaten Leidenschaften, der Fliegerei und dem Segeln. Im Jahr 1976 ließ er sich auf Hiva Oa, einer Insel in Polynesien, nieder, von der er 1977 noch einmal nach Paris zurückkehrte, um nach langer künstlerischer Pause seine letzte Platte aufzunehmen. Der an Lungenkrebs erkrankte Brel starb im Folgejahr.

## Leben

### Jugend in Brüssel

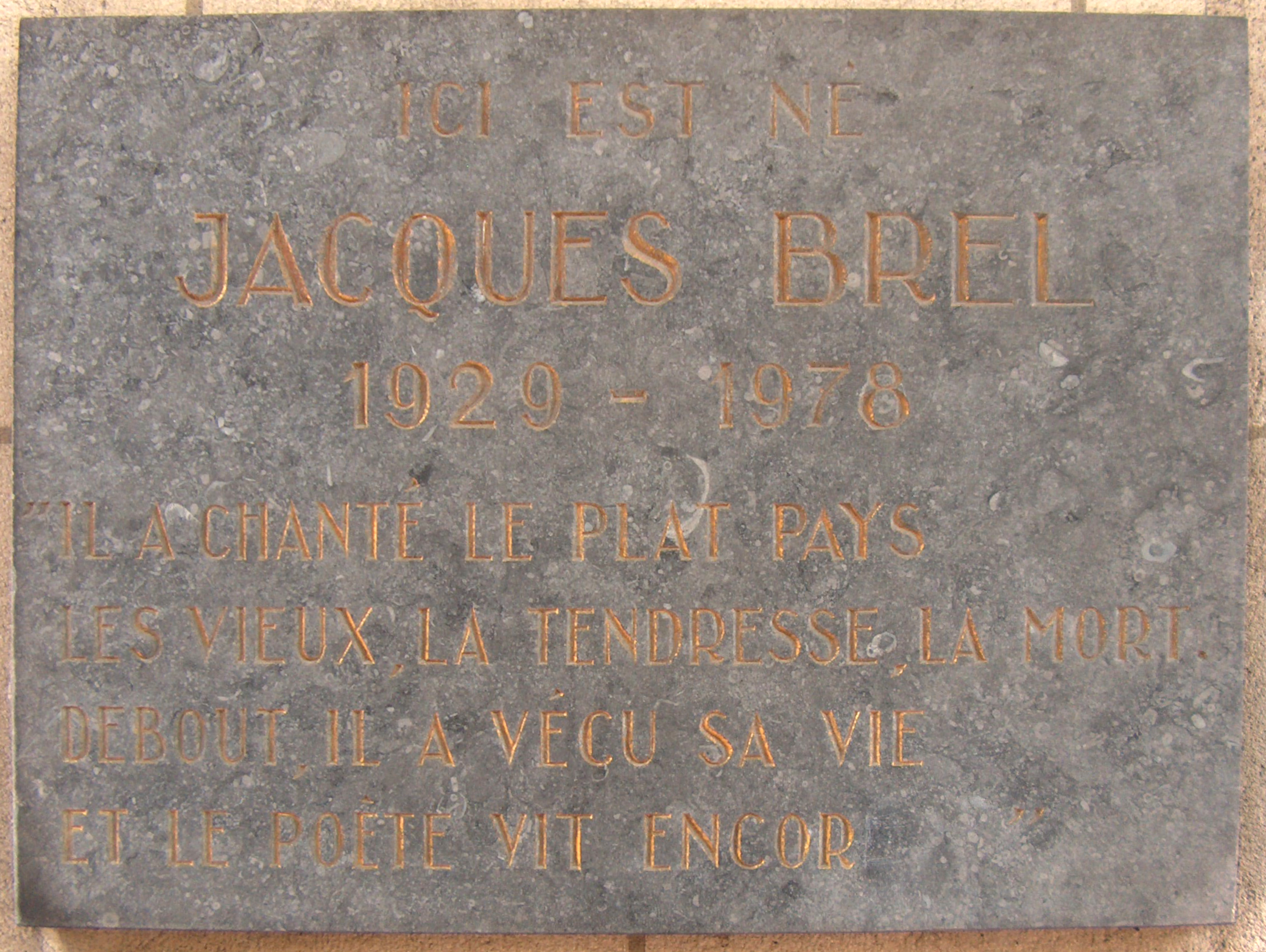
Gedenktafel an Brels Geburtshaus. Übersetzung der Inschrift: „Hier wurde Jacques Brel geboren 1929–1978 ‚Er hat das Flachland, die Alten, die Zärtlichkeit und den Tod besungen. Er hat sein Leben aufrecht gelebt und der Poet lebt noch immer‘“

Jacques Brel war das jüngste Kind von Romain Brel (1883–1964) und dessen Frau Elisabeth, geborene Lambertine (1896–1964). Ein Zwillingspaar war 1922 kurz nach der Geburt gestorben, der ältere Bruder Pierre wurde 1923 geboren. Romain Brel, ein französischsprachiger Flame, arbeitete in der Import/Export-Branche und lebte zeitweilig im Kongo, ehe er als Teilhaber in die Kartonagenfabrik seines Schwagers einstieg, die von diesem Zeitpunkt an unter Vanneste & Brel firmierte und inzwischen von der SCA übernommen wurde. Elisabeth, genannt „Lisette“, stammte aus Schaerbeek, wo auch ihre Söhne aufwuchsen. Der Vater galt als zurückhaltend und schweigsam, seine 13 Jahre jüngere Frau als temperamentvoll, unternehmungslustig und gefühlvoll. „Jacky“, wie der kleine Jacques genannt wurde, beschrieb seine behütete Kindheit in der bürgerlichen Familie rückblickend als durch Einsamkeit und Langeweile gekennzeichnet. Sein Chanson Mon enfance beginnt mit den Versen:
„Mon enfance passa

De grisailles en silences“
„Meine Kindheit verging

In Alltagsgrau und Schweigen“
Von 1941 an ging Jacques auf die Privatschule Institut Saint-Louis. Er war ein schlechter Schüler und musste mehrfach Klassen wiederholen. Zu allerlei Streichen aufgelegt und für gute Stimmung sorgend, war er bei den Mitschülern ebenso beliebt wie in seiner Pfadfindergruppe. Einen Hang zur Übertreibung bewies sein Spiel in der Schultheatergruppe, die er mit aufgebaut hatte. Brel, der viel las – besonders beeinflusste ihn Antoine de Saint-Exupéry – und sich ohne musikalische Ausbildung am Klavierspiel versuchte, verfasste einige jugendliche Novellen und mit 15 sein erstes Lied. Als im Jahr 1947 die dritte Wiederholung der neunten Klasse drohte, nahmen ihn seine Eltern von der Schule. Der Sohn begann in der familiären Kartonagenfabrik zu arbeiten, wo ihm eine bürgerliche Laufbahn bevorstand, die er als trist und mittelmäßig empfand.
Seine geistige Heimat fand Brel zu dieser Zeit in der katholischen Jugendbewegung Franche Cordée um ihren Gründer Hector Bruyndonckx. Im Jahr 1949 übernahm er die Präsidentschaft der Gruppe. Diese war bestimmt von christlichen Moralprinzipien, sie ermöglichte aber auch einen überkonfessionellen Gedankenaustausch und förderte soziale Aktivitäten wie die Fürsorge für Kinder aus armen Vierteln oder kulturelle Auftritte in Krankenhäusern und Altenheimen. In der Gruppe sang Brel seine ersten Lieder zur Gitarre, und er traf auf die zwei Jahre ältere Thérèse Michielsen, genannt „Miche“, die er am 1. Juni 1950 heiratete. Das Paar bekam drei Töchter: Chantal (1951–1999), France (* 1953) und Isabelle (* 1958).
Der monotonen Arbeit in der Fabrik wurde Brel derweil immer überdrüssiger. Nach einem Streit mit seinem Vater entstand die Ausbruchsphantasie Il pleut:
„Les corridors crasseux sont les seuls que je vois

Les escaliers qui montent ils sont toujours pour moi“
„Die Treppen die hinaufführen sind immer für mich

Die dreckigen Flure sind die einzigen, die ich sehe“
Brel verspürte den Drang zur Bühne, um seine selbst geschriebenen Lieder vorzutragen. Er trat in kleinen Clubs in der Brüsseler Gegend auf und nahm erfolglos an Wettbewerben teil, so im Seebad Knokke, wo er den vorletzten Platz belegte. Auf Wunsch seines Vaters legte er sich vorübergehend den Künstlernamen „Bérel“ zu. Unterstützung fand Brel bei der Radiomoderatorin Angéle Guller, die er auf Vortragsreisen begleitete und deren Bekanntschaft im Februar 1953 zu einer ersten Plattenaufnahme bei Philips führte. Von der Single mit den beiden Liedern La foire und  Il y a verkauften sich gerade mal 200 Stück, doch Jacques Canetti, der künstlerische Leiter von Philips, wurde auf Brel aufmerksam und lud den Nachwuchssänger nach Paris ein. Der Vater akzeptierte eine einjährige Berufspause seines Sohnes, Miche war mit der vorübergehenden Trennung einverstanden, und Brel reiste Anfang Juni 1953 in der Hoffnung auf den Durchbruch in die Metropole des Chansons.

### Chansonnier in Paris

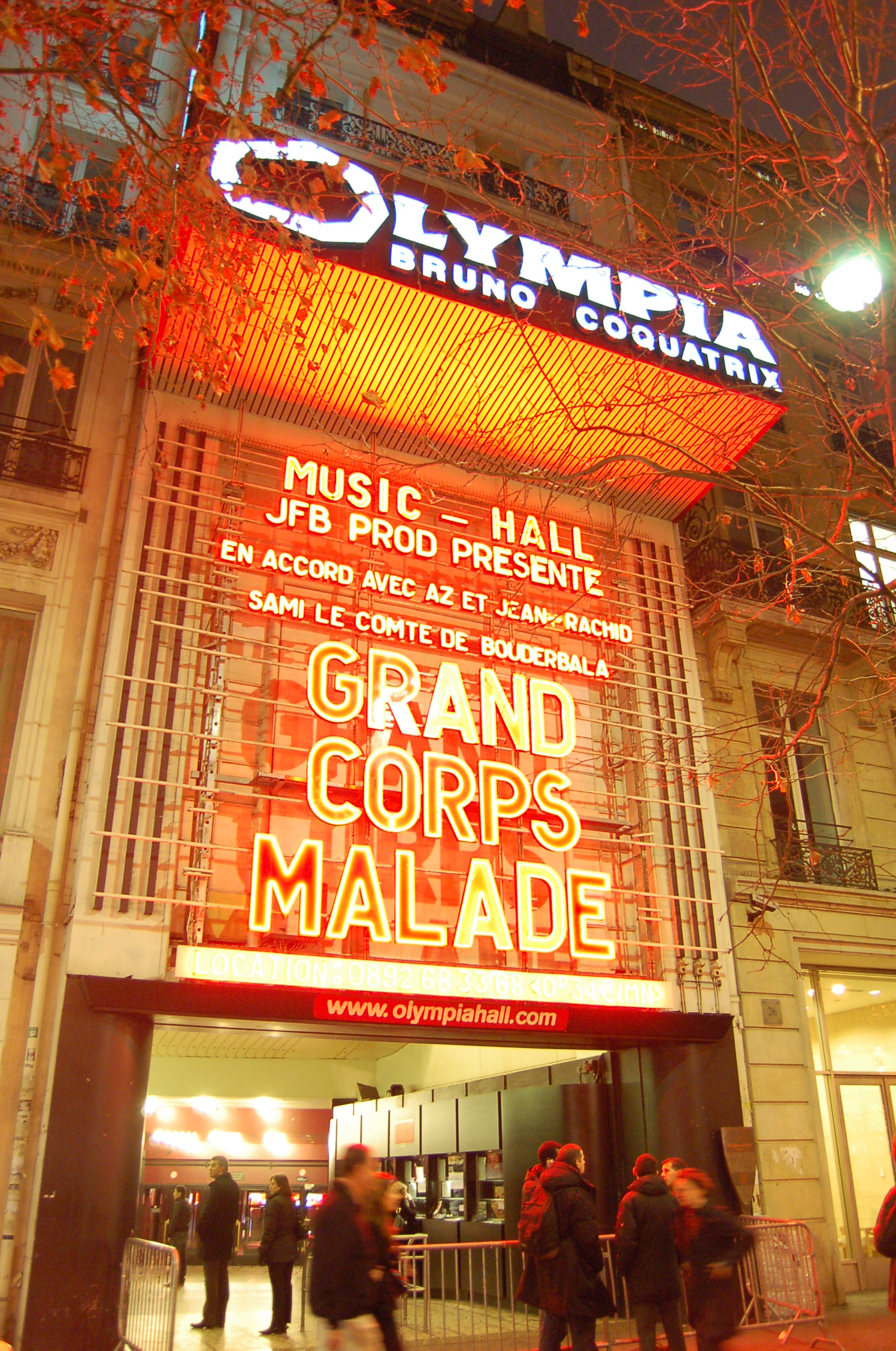
Die Fassade des Olympia in Paris

In der französischen Hauptstadt fiel es Brel lange schwer, Fuß zu fassen. Rückblickend beschrieb er: „Ich habe lange debütiert, fünf Jahre lang.“ Aufgrund seines Aussehens riet Canetti dem Sänger, hinter der Bühne zu bleiben und für andere Interpreten zu schreiben. Zurückweisungen wegen Brels vermeintlicher Hässlichkeit zogen sich durch dessen Leben und finden sich als häufiges Thema in den Chansons. Auch Brels Bühnenpräsenz wirkte noch unbeholfen und provinziell. Dennoch ermöglichte Canetti im September 1953 den ersten Auftritt in seinem Theater Les Trois Baudets. Zahlreiche andere Bewerbungen in Cabarets und beim Rundfunk blieben zumeist erfolglos. Immerhin setzten sich einige bereits berühmtere Kollegen für ihn ein, so Georges Brassens, den zeitlebens eine wechselhafte Freundschaft mit Brel verband, und Juliette Gréco, die sein Lied Le diable (Ça va) bekannt machte. Im Februar 1954 produzierte Canetti Brels erste Langspielplatte, doch die Kritiken waren ablehnend, so wollte die Paris-Soir den Belgier postwendend per Bahn in die Heimat zurückschicken. Bei seinem ersten, wenig erfolgreichen Auftritt im legendären Olympia im Juni 1954 sang Brel noch im Vorprogramm. Erst sieben Jahre später feierte er dort als Star der Veranstaltung Erfolge; er war für die erkrankte Marlene Dietrich eingesprungen.
Im Sommer 1954 engagierte Canetti Brel erstmals für eine Tournee. Dieser begann Geschmack am Tourneeleben zu finden, den täglichen Fahrten und abendlichen Auftritten auf Provinzbühnen Frankreichs, Belgiens oder Nordafrikas. Mit seiner Tourneepartnerin Catherine Sauvage begann er eine kurze Liaison. Auf einer Tournee im Sommer 1955 lernte er Suzanne Gabriello, genannt „Zizou“, kennen, mit der ihn in den folgenden fünf Jahren eine leidenschaftliche Liebesaffäre samt zahlreichen Trennungen und Wiederversöhnungen verband. Die Beziehung wurde auch nicht getrübt, als Miche vorübergehend mit den Kindern nach Paris nachkam, um ihren Mann zu unterstützen, ehe sie zur Geburt des dritten Kindes endgültig ins heimische Brüssel zurückkehrte und bis auf wenige gemeinsame Wochen im Jahr von ihrem Mann getrennt lebte. Gabriello behauptete später, Brel habe sein berühmtes Chanson Ne me quitte pas für sie geschrieben.
„Ne me quitte pas

Il faut oublier

Tout peut s’oublier

Qui s’enfuit déjà“
„Geh nicht fort von mir

und was war vergiß

wenn du kannst vergiß

die Vergangenheit“

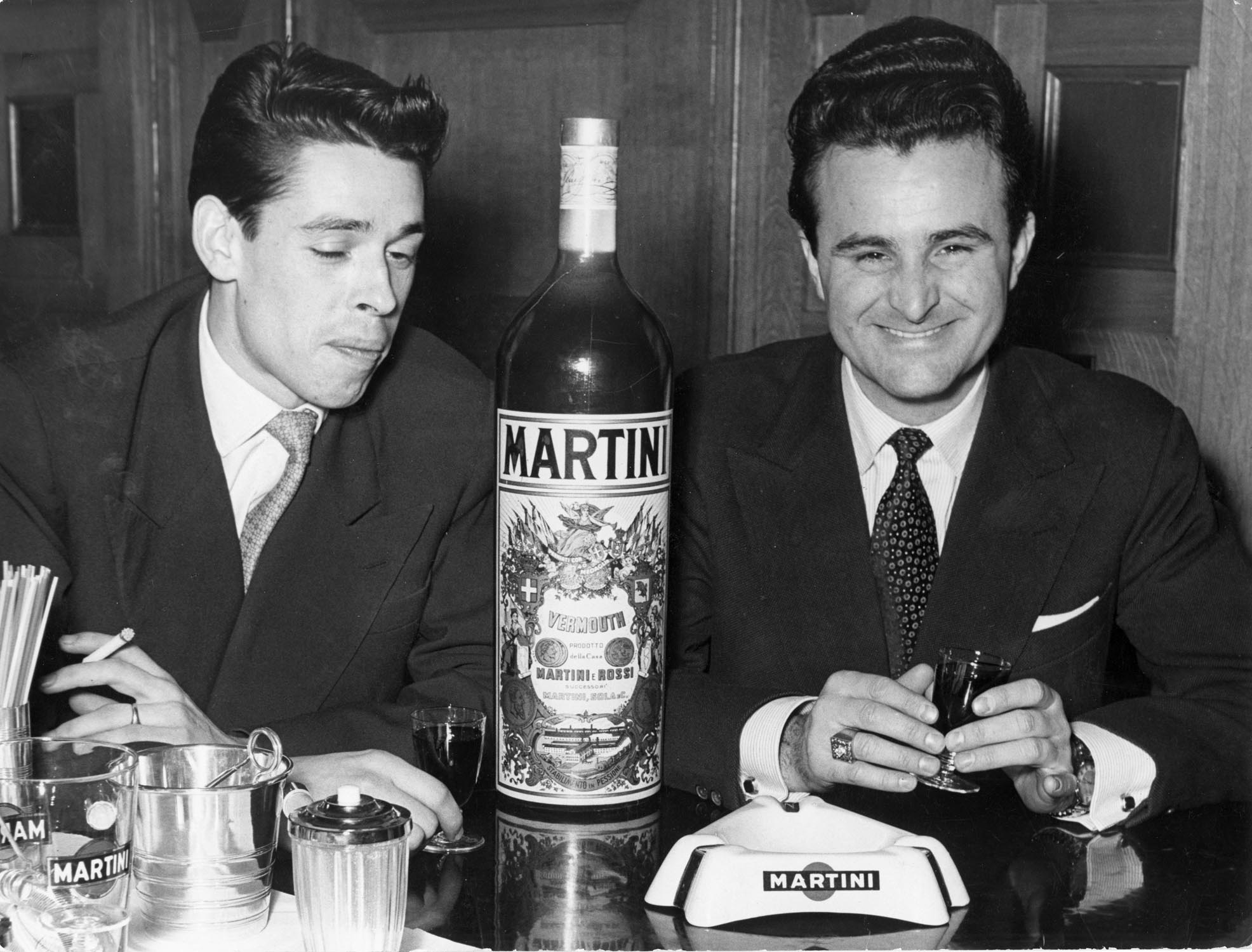
Jacques Brel (links) mit Bobbejaan (1955)

Das Lied Quand on n’a que l’amour wurde 1956 Brels erster Verkaufserfolg. Die Hymne über die Macht der Liebe erreichte Platz drei der französischen Hitparade und erhielt den Grand Prix du Disque der Akademie Charles Cros. Im selben Jahr lernte Brel den Pianisten und Komponisten François Rauber kennen, der das Arrangement seiner Lieder übernahm. Zwei Jahre später kam der Pianist Gérard Jouannest hinzu, 1960 der Akkordeonist Jean Corti, der später durch Marcel Azzola abgelöst wurde. Durch ihre Mitarbeit erhielten Brels Chansons neue Impulse, viele Lieder entstanden gemeinschaftlich. Zudem ermöglichten seine Begleitmusiker Brel, von der obligatorischen Gitarre befreit, eine freiere Entfaltung auf der Bühne. Unter Einsatz seines ganzen Körpers gelang es ihm zunehmend, das Publikum in seinen Bann zu ziehen, etwa als er im Jahr 1959 vor begeisterten Zuschauern im Bobino, neben dem Olympia eine der großen Pariser Music Halls jener Zeit, erstmals das Hauptprogramm bestritt. Auf seinen Tourneen absolvierte Brel bis zu dreihundert Konzerte im Jahr, während in den Hotelzimmern viele seiner bekanntesten Chansons wie Amsterdam, Mathilde oder Ces gens-là entstanden.
Im Jahr 1959 hatte Brel endgültig den Durchbruch geschafft. Mit den Konzerterfolgen stiegen auch die Verkaufszahlen seiner Platten an, und ihm wurden zahlreiche Ehrungen zuteil. Von 1962 an hielten seine Chansontexte als Unterrichtsmaterial Einzug in die Schulen. Am 7. März des Jahres verließ Brel seine bisherige Plattenfirma Philips und wechselte zu Barclay Records, was großes Aufsehen erregte: Kolportiert wurde ein Vertrag auf Lebenszeit, tatsächlich ließ das französische Recht aber nur eine 30-jährige Vertragsbindung zu, die später noch verlängert wurde. Privat führte Brel ein Doppelleben. Seit 1960 lebte er in Paris mit der Pressesprecherin eines Schallplattenkonzerns zusammen, die er 1970 verließ, um mit ihrer Freundin eine Beziehung einzugehen. Dennoch blieb er weiterhin mit Miche verheiratet, die sich um geschäftliche Belange kümmerte, etwa Brels 1962 gegründete Éditions Pouchenel, die seine Lieder vermarktete. Regelmäßig besuchte der Chansonnier seine Familie in Brüssel, wo er sich gegenüber den Kindern als konservativer Familienvater zeigte, der kaum etwas von jener Zärtlichkeit zu transportieren vermochte, die in Chansons wie Un enfant gerade gegenüber Kindern zu spüren ist:
„Un enfant

Ça vous décroche un rêve“
„Ein Kind

das bringt dir einen Traum ans Licht“
Treuer als den Frauen blieb er seinem Freund Georges Pasquier, genannt „Jojo“, der in diesen Jahren nicht von Brels Seite wich, lebhafte politische Diskussionen mit ihm führte und als Brels „Mann für alles“ fungierte. Im Jahr 1964 starben kurz nacheinander Brels Eltern. Ein Jahr zuvor hatte Brel noch das Chanson Les vieux geschrieben:
„Et l’autre reste là, le meilleur ou le pire, le doux ou le sévère

Cela n’importe pas, celui des deux qui reste se retrouve en enfer“
„Und der andere bleibt da, der der bessere war, vielleicht auch schlechter war.

Nicht mehr wichtig für ihn, denn für den, der da bleibt, ist doch die Hölle da.“

### Rückzug und neue Projekte

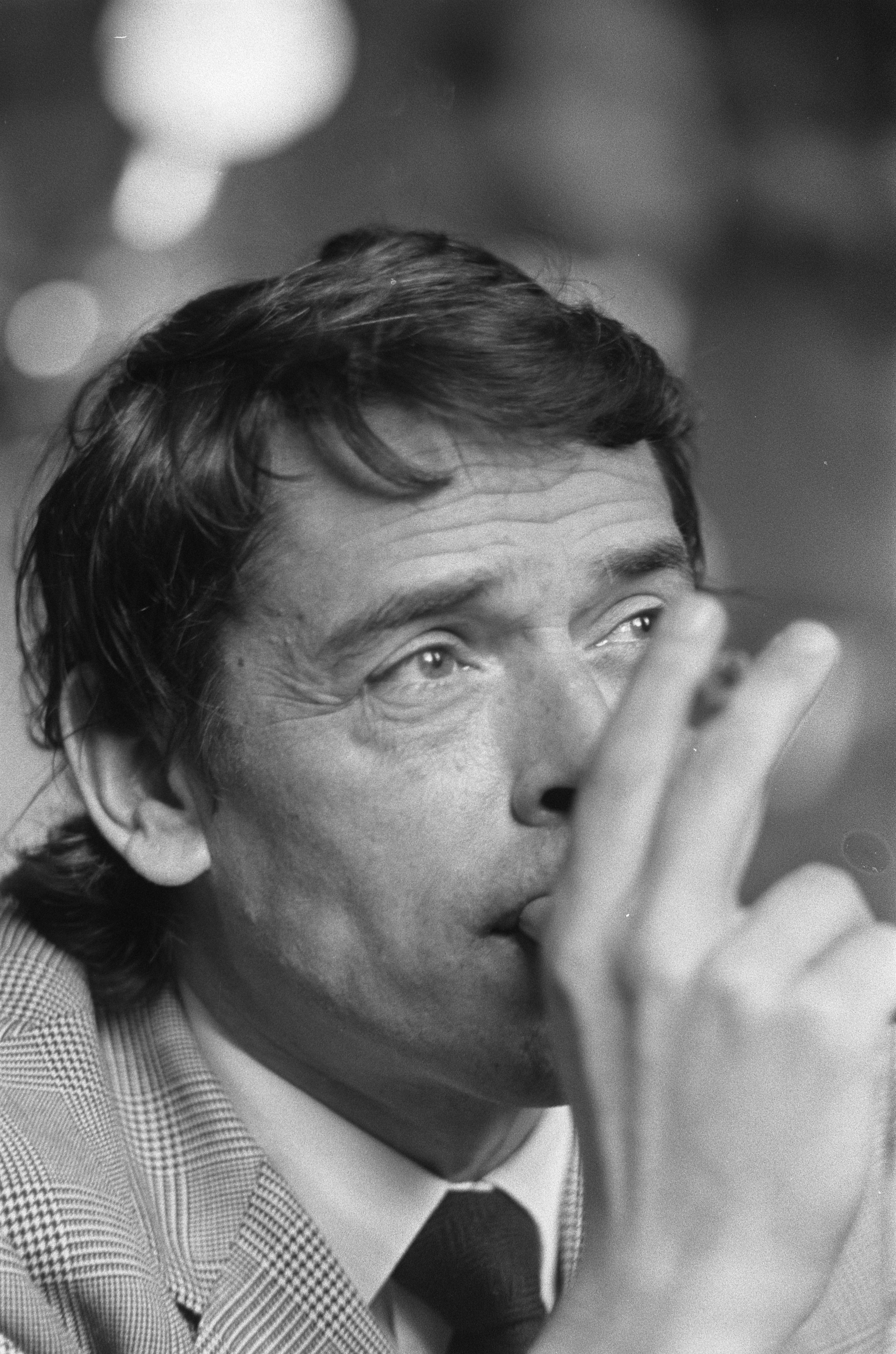
Jacques Brel (1971)

Im Jahr 1965 hatte Brel längst auch im Ausland den Status eines Aushängeschilds der frankophonen Kultur erreicht. Nach Erfolgen in der Schweiz und in Kanada führten ihn Tourneen durch die Sowjetunion und die USA. Auftritten in der New Yorker Carnegie Hall folgte 1966 die Londoner Royal Albert Hall. Noch in London, bei einem Festessen mit Charles Aznavour, äußerte Brel erstmals die Absicht, von der Bühne abzutreten: Er habe einen Höhepunkt erreicht, von dem aus es nur noch bergab gehen könne, doch er wolle sein Publikum nicht betrügen. Im Oktober 1966, ein letztes Mal im Olympia, begann Brels Abschiedstournee, die er am 16. Mai 1967 in Roubaix mit seinem letzten öffentlichen Konzert beschloss.
Auch nach seinem Abschied von der Bühne blieb das Interesse des Publikums an Brel und seinen Alben unverändert groß. 1968 brachte er seine – vorläufig – letzte Platte heraus, eingeleitet vom Chanson J’arrive. Im selben Jahr wurde Brel selbst zum Gegenstand eines Bühnenstücks unter dem Titel Jacques Brel Is Alive and Well and Living in Paris, in dem Mort Shuman und Eric Blau seine Chansons in Form eines Musicals ins Englische übertrugen. Die Produktion wurde ein internationaler Erfolg. Brel allerdings verstand sie als eine Art Nachruf und vermied ein Jahr lang den Besuch einer Aufführung. Ein weiteres Musical brachte ihn 1968 in eigener Person wieder auf die Bühne, wenn auch mit fremden Liedern. Brel übertrug die amerikanische Produktion Man of La Mancha von Mitch Leigh, Dale Wasserman und Joe Darion ins Französische und übernahm bei den mehrmonatigen Aufführungen in Brüssel und Paris die Hauptrolle. Mit der Figur des Don Quijote zwischen Rebell, Träumer und Narr fühlte sich Brel auf Anhieb verbunden, dessen „unmöglichen Traum“ im Chanson La quête interpretierte er mit Inbrunst:
„Brûle encore, bien qu’ayant tout brûlé

Brûle encore, même trop, même mal

Pour atteindre à s’en écarteler

Pour atteindre l’inaccessible étoile.“
„Brennt noch selbst wenn er alles verbrannt hat

Brennt noch, sogar zu sehr, sogar schlecht

Bis er sich vierteilt, um ihn zu erreichen

Um ihn zu erreichen, den unerreichbaren Stern.“
Ein weiteres Musical für Kinder, das unter dem Titel Voyage sur la lune geplant war und auf neuen Liedern Brels basierte, sagte dieser 1970 zwei Tage vor der Premiere noch ab, weil er für die unbefriedigende Umsetzung nicht seinen Namen hergeben wollte.
Von der Bühne wechselte Brel in den folgenden Jahren auf die Leinwand. Zwischen 1967 und 1973 spielte er in insgesamt zehn Spielfilmen, darunter Mein Onkel Benjamin an der Seite von Claude Jade und Die Filzlaus neben Lino Ventura. Bei den Dreharbeiten zu Die Entführer lassen grüßen lernte er 1971 Maddly Bamy kennen, eine junge Frau aus Guadeloupe, mit der er eine dritte parallele Beziehung einging. Die wenigen Chansons, die Brel in diesen Jahren schrieb, dienten überwiegend zur Untermalung der Filme. Seine künstlerischen Ambitionen galten zwei Filmprojekten, die er nach eigenem Drehbuch und unter eigener Regie verwirklichte. Franz, eine Low-Budget-Produktion mit Brels Chanson-Kollegin Barbara, ist ein Film über eine unglückliche Dreiecksbeziehung. Der Film erreichte kein breites Publikum, die persönliche Handschrift des Autorenfilms erhielt aber respektvolle Kritiken. Zu einem vollständigen Misserfolg entwickelte sich dagegen Le Far-West, Belgiens Beitrag zu den Internationalen Filmfestspielen von Cannes 1973. Die Geschichte einer Gruppe von Menschen, die im Wilden Westen nach dem verlorenen Paradies ihrer Kindheit suchen, traf weder beim Publikum noch bei der Kritik auf Verständnis.

### Aufbruch in die Südsee

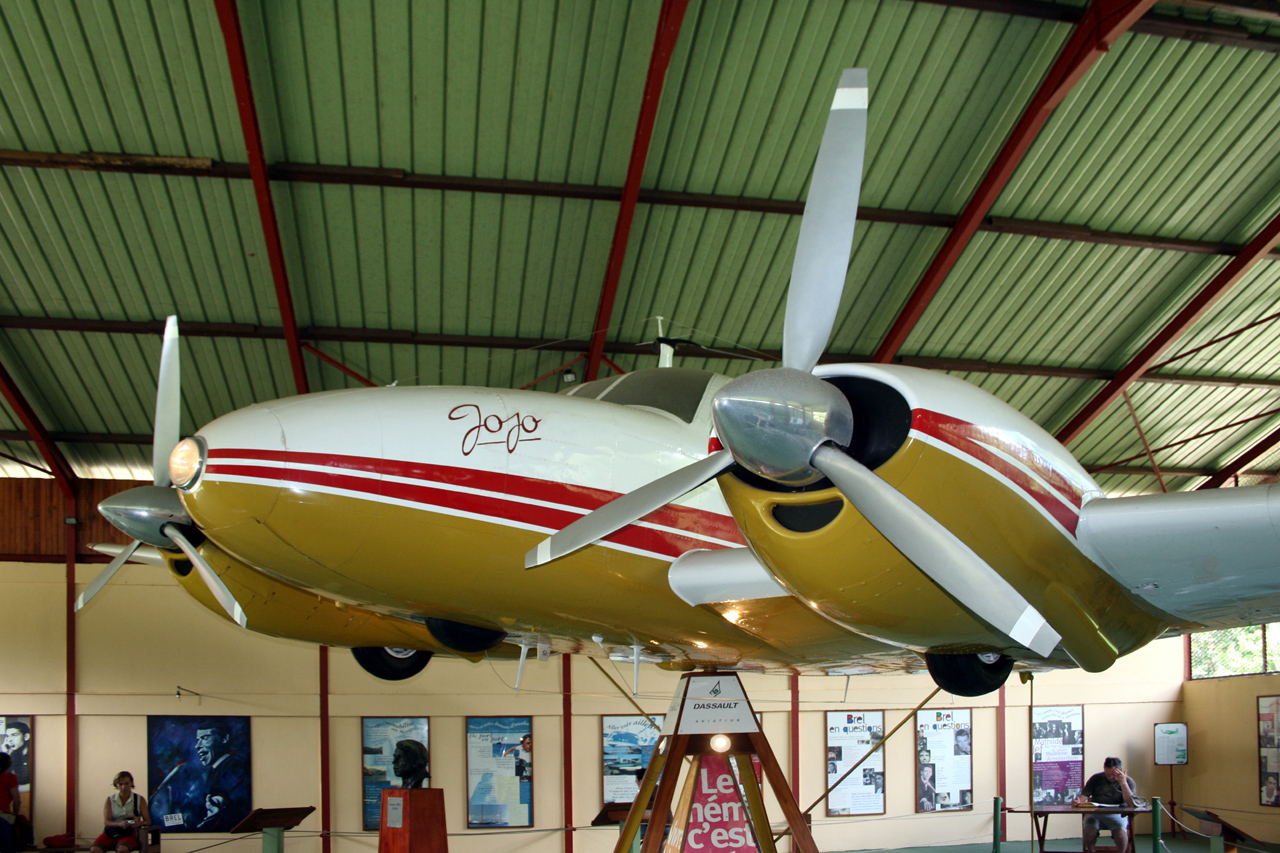
Brels letztes Flugzeug Jojo auf Hiva Oa

Nach dem Scheitern von Le Far-West zog sich Brel vom Film und weitgehend aus der Öffentlichkeit zurück. In den folgenden Jahren widmete er sich vorrangig zwei privaten Leidenschaften, der Fliegerei und dem Segeln. Schon im Jahr 1964 hatte Brel den Flugschein und sein erstes Kleinflugzeug der Marke Gardan Horizon erworben, 1970 folgte die Lizenz für den Instrumentenflug. Seit dem Jahr 1967 besaß er ein Segelboot, mit dem er zahlreiche Fahrten unternahm; im Jahr 1973 überquerte er erstmals den Atlantik. Brel, des Lebens in der menschlichen Gemeinschaft mehr und mehr überdrüssig, stellte im Chanson L’ostendaise seinen Ausbruch dem geregelten Lebensentwurf der Gesellschaft gegenüber:
„Il y a deux sortes de gens

Il y a les vivants

Et moi je suis en mer.“
„Es gibt zwei Arten von Leuten

Die Lebenden …

Und ich bin auf See.“
Anfang des Jahres 1974 plante er eine fünfjährige Weltumsegelung in Begleitung seiner Tochter France und seiner Geliebten Maddly. Doch die Fahrt mit der frisch erworbenen Askoy II wurde gleich zu Beginn auf den Azoren und den Kanarischen Inseln zweimal unterbrochen. Zuerst starb Brels langjähriger Freund Jojo, zu dessen Beerdigung er zurückreiste, dann wurde bei Brel nach einem Zusammenbruch Lungenkrebs diagnostiziert und er musste sich in Brüssel einer Operation unterziehen, bei der ein Teil seiner Lunge entfernt wurde. Dennoch ließ Brel nicht von seinen Reiseplänen ab und startete sechs Wochen nach der Operation zur Atlantiküberquerung nach Martinique, wo France im Januar 1975 nach Streitigkeiten an Bord das Schiff verließ und Brel allein mit Maddly in Richtung Stiller Ozean weitersegelte.
Beeinflusst von Robert Merles Roman L’île hegte Brel schon lange den Traum eines Lebens fernab der Zivilisation. Bereits 1962 hatte er seiner Sehnsucht im Chanson Une île Worte verliehen:
„Voici qu’une île est en partance

Et qui sommeillait en nos yeux

Depuis les portes de l’enfance“
„Eine Insel die die Anker lichtet

Und die seit den Pforten der Kindheit

In unseren Augen schlummerte“

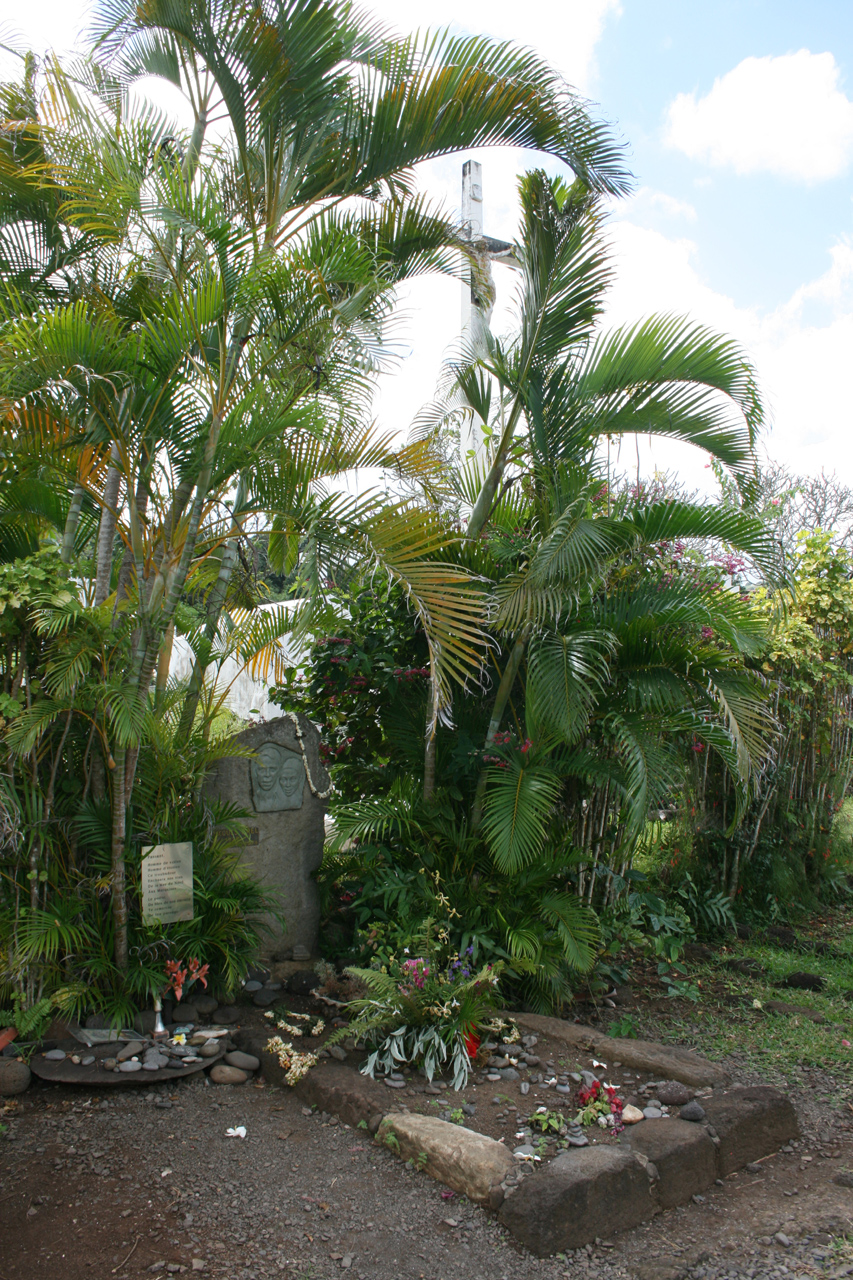
Brels Grab auf Hiva Oa

Seine Insel fand er in Hiva Oa, einer der Marquesas-Inseln, auf der einst schon der Maler Paul Gauguin seine letzten Jahre verbracht hatte. Im Juni 1976 mietete Brel ein Häuschen im Dorf Atuona, wo er sich gemeinsam mit Maddly niederließ. Im Folgejahr beantragte er bei den polynesischen Behörden das ständige Wohnrecht auf der Insel. Brel verkaufte sein Boot und erwarb ein Flugzeug vom Typ Twin Bonanza, das er Jojo taufte. Regelmäßig flog er nach Tahiti und machte sich auf den Inseln nützlich, etwa indem er die Post nach Ua Pou transportierte. In der Abgeschiedenheit der Marquesas fand Brel noch einmal die Inspiration für neue Chansons, die um seinen Rückzugsort kreisten, aber auch immer wieder um den nahenden Tod.
Für die Aufnahme der Chansons reiste Brel im August 1977 nach Paris zurück, wo er seine alten Weggefährten wiedertraf und von der Krankheit gezeichnet seine letzte Platte einsang. Diese löste nach der langen künstlerischen Pause ein enormes Echo aus. Bereits vor ihrer Auslieferung gingen eine Million Vorbestellungen ein. In seiner Heimat Belgien verursachte Les F…, ein Schmählied auf die Flamen, noch einmal einen Skandal, doch Brel befand sich zu diesem Zeitpunkt bereits auf der Rückreise zu seiner Insel. Er fühlte sich von französischen Journalisten verfolgt, die mit allen Mitteln an Fotos des krebskranken Sängers zu gelangen versuchten, und erwirkte im September die Beschlagnahmung einer Ausgabe der Illustrierten Paris Match. Im Juli 1978 hatte sich Brels Gesundheitszustand so weit verschlechtert, dass er erneut nach Paris zu einer Chemotherapie zurückkehren musste. Er erholte sich einige Wochen in Genf und plante den Umzug nach Avignon, doch mit Anzeichen einer Lungenembolie wurde er am 7. Oktober nach Bobigny bei Paris zurücktransportiert, wo er zwei Tage später an Herzversagen starb. Sein Leichnam wurde nach Hiva Oa überführt und unweit vom Grab Gauguins beigesetzt.

## Chansons
Jacques Brel trug beinahe ausschließlich eigene Chansons vor. Im Lauf seiner Karriere veröffentlichte er rund 150 Aufnahmen. Fünf Chansons, die er bei der Produktion seiner letzten Platte aussortiert hatte, wurden erst im Jahr 2003 postum veröffentlicht. Zur Auflistung seiner Werke siehe die Liste der Chansons und Veröffentlichungen von Jacques Brel. Neben eigenen Liedern schrieb Brel sieben Chansons für andere Interpreten, die er nicht in sein eigenes Repertoire aufnahm, siehe dazu auch die Liste von Interpreten der Chansons von Jacques Brel. Weiterhin schrieb er Liedtexte für zwei Musicals. Insgesamt registrierte Brel bei der französischen Verwertungsgesellschaft SACEM über einen Zeitraum von 25 Jahren hinweg 192 Liedtexte.

### Texte

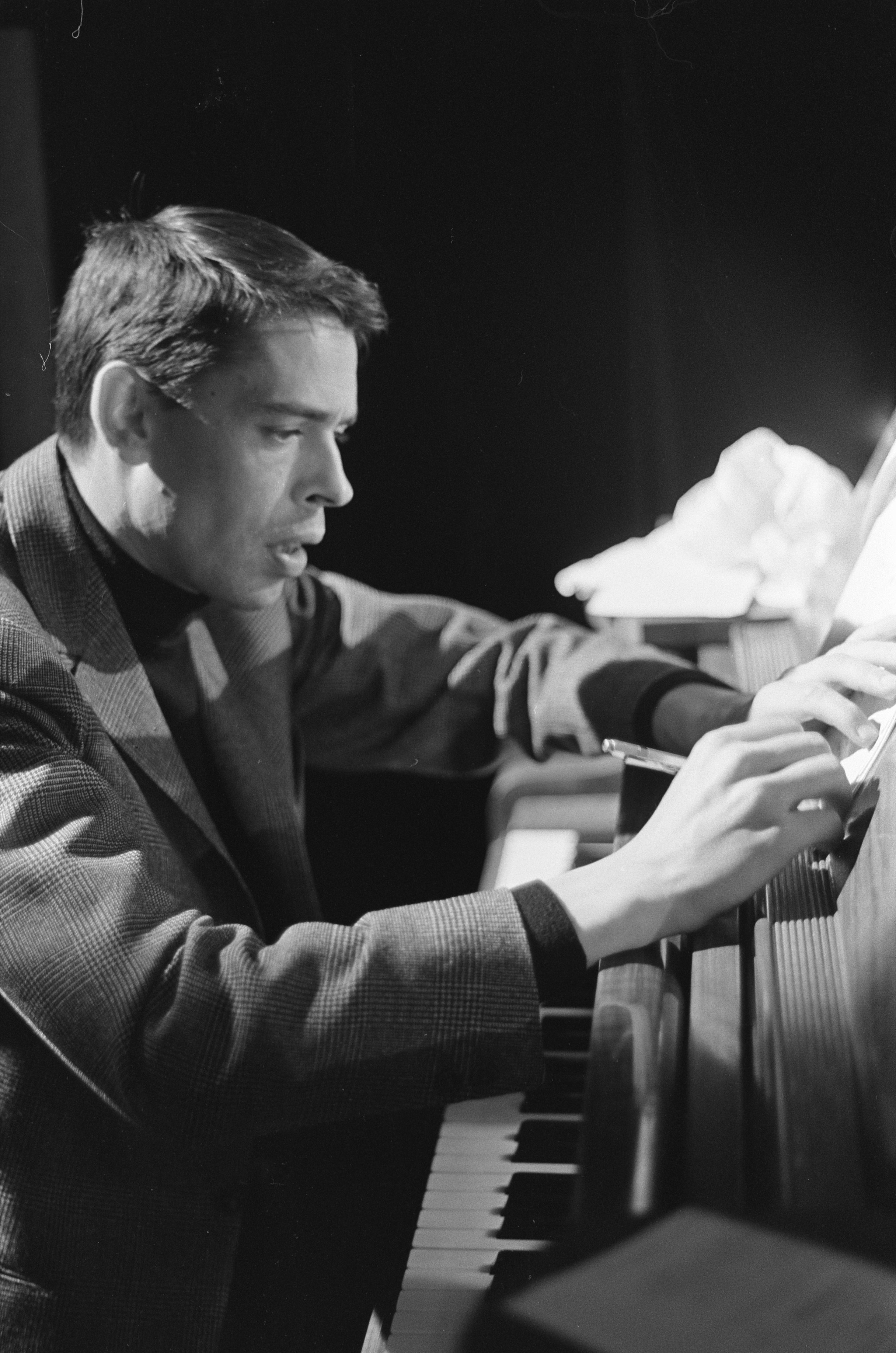
Jacques Brel (1963)

Über die Frage, inwiefern Chansons im Allgemeinen und Brels Chansons im Besonderen als Poesie aufzufassen seien, gibt es umfangreiche Debatten, die insbesondere durch die Herausgabe der Texte Brassens’ und Brels Anfang der 1960er Jahre in der Reihe Poètes d’aujourd’hui der Éditions Seghers angefacht wurden. Obwohl zahlreiche Stimmen die poetische Natur seiner Chansons bestätigen, lehnte Brel selbst den Poesiebegriff ab. Im Vergleich zu anderen Chansongrößen wie Georges Brassens, Charles Trenet und Leo Ferré gelten Brels Chansons allgemein als literarisch weniger bedeutend und wirken stärker durch ihre szenische Darbietung. Dennoch sind gerade Brels Chansontexte inzwischen literarisch kanonisiert und stehen neben Brassens oder Jacques Prévert in französischen Lehrbüchern. Wiederholt waren sie Prüfungsstoff im Baccalauréat.
Während die frühen, eher idealistischen Chansons Brels durch lyrische Stilelemente geprägt sind, dominieren im späteren Werk die dramatischen Chansons, die eine theatralische Interpretation auf der Bühne verlangen. Sie beruhen auf zwei unterschiedlichen, zum Teil auch kombinierten Stilmitteln: zum einen der dramatischen Ausgestaltung einer Situation und ihrer Entwicklung – etwa in Madeleine, Jef oder Les bonbons –, zum anderen dem gesteigerten dramatischen Ausdruck menschlicher Empfindungen – etwa in Ne me quitte pas, La Fanette oder J’arrive. Daneben erzählt Brel häufig Fabeln – allerdings kaum wie etwa in Le cheval oder Le lion konkret Tierfabeln – und eher selten Parabeln wie Sur la place oder das stark verschlüsselte Regarde bien, petit. Zur Zeichnung der Gesellschaft bedient er sich mit Vorliebe der Karikatur und Satire.
Brels Sprache ist die französische Standardsprache, die häufig an den umgangssprachlichen Gebrauch angepasst wird. Im Unterschied zu Brassens und Ferré verwendet er weder Vokabular noch rhetorische Mittel des hohen Stils. Auch fehlen bei ihm deren intertextuelle Verweise auf Literatur und Mythologie. Wo Brel solche Verweise einsetzt, bleiben sie zumeist innerhalb der Welt des Chansons. Wie Prévert hat Brel eine Vorliebe für einfache poetische Bilder, so erscheinen auch bei ihm mehrfach dessen „feuilles mortes“. Das auffälligste stilistische Mittel ist eine Vielzahl von Neologismen, die sich laut Michaela Weiss durch ihre Prägnanz und Anschaulichkeit auszeichnen und vielfach Anthropomorphismen sind. Daneben fallen vor allem die strukturellen Wortwiederholungen auf. Die Syntax zeigt häufige Ellipsen und Satzumstellungen gegenüber dem üblichen Sprachgebrauch. Brel orientiert sich an traditionellen Versmaßen, handhabt die Metrik jedoch unregelmäßig und passt sie bei Bedarf flexibel an.
Für Sara Poole liegt ein großer Teil der Wirkung von Brels Chansons in ihrer Mehrdeutigkeit, die an die Imagination des Zuhörers appelliert, sie mittels eigener Phantasie auszugestalten. Ein Chanson wie Ces gens-là etwa setze lediglich einen Rahmen, angefüllt mit realistischen Details und den zugrundeliegenden Beziehungen und Emotionen, doch in jedem Hörer entstehe ein anderes Bild „dieser Leute da“. Die „Söhne des Novembers“, die in Le Plat Pays im Mai wiederkehren, lassen sich als Aussaat auf den Feldern, Seeleute auf großer Fahrt oder Zugvögel verstehen. In Je ne sais pas bleibt uneindeutig, welche der drei Personen ein Paar bilden und wer tatsächlich wen verlässt. La Fanette lässt nicht nur das Schicksal der Angebeteten offen, es genügt auch der Austausch eines einzigen Buchstabens in einem ansonsten identischen Satz, um das Schicksal der Protagonisten vollständig zu ändern („m’aimait / l’aimait“ – „liebte mich / liebte ihn“). Häufig verwendet Brel Symbole, so das Wasser in all seinen Variationen, wobei die positive Bedeutung dem fließenden, unbegrenzten Wasser vorbehalten bleibt. Tiermetaphern wie in Les singes oder Les biches werden fast ausschließlich verwendet, um negative Wesenszüge von Menschen zu veranschaulichen, mit Ausnahme des Pferdes in Le cheval, das für die ungebändigte Männlichkeit steht. Der Kontrast von Statik und Dynamik spielt nicht nur auf inhaltlicher Ebene eine wesentliche Rolle in Brels Werk, sondern findet sich auch in der formalen Konstruktion wieder. Viele Chansons handeln in der Situation des Wartens, soziale und regionale Veränderungen, insbesondere das Motiv des Reisens, sind positiv besetzt.

### Musik

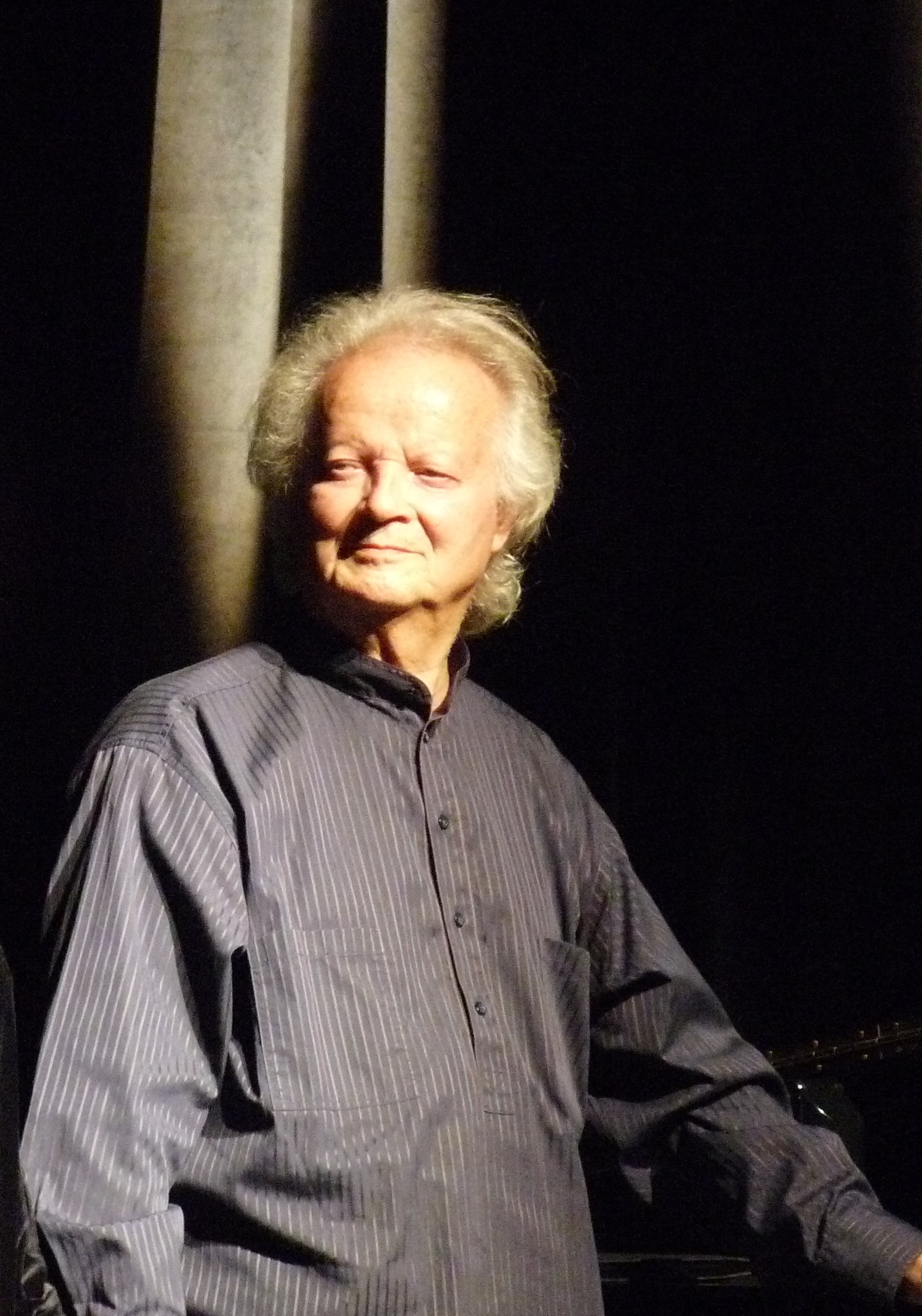
Gérard Jouannest (2011)

Während Brel seine Texte stets eigenhändig verfasste, blieb er bei der musikalischen Umsetzung auf die Zusammenarbeit mit anderen Musikern angewiesen. Der Chansonnier, der sich autodidaktisch das Spiel auf Gitarre und Orgel beigebracht hatte, konnte weder Noten lesen noch Partituren ausarbeiten, so dass zu Beginn seiner Karriere verschiedene Orchesterleiter das musikalische Arrangement übernahmen. Dabei instrumentierten André Grassi und Michel Legrand noch im zeittypischen Big-Band-Sound, André Popp zurückhaltender und stärker auf Brel akzentuiert. Entscheidend prägte Brels Stil die Zusammenarbeit mit François Rauber und Gérard Jouannest, die seit 1956 beziehungsweise 1958 für das Arrangement seiner Chansons verantwortlich waren und teilweise die Musik komponierten. Beide hatten unterschiedliche Arbeitsweisen: Während Rauber stets nach fertiggestelltem Text arbeitete, entwickelten Brel und Jouannest Text und Musik zumeist im Zusammenspiel. Bereits beim Schreiben der Chansontexte hatte Brel klare Vorstellungen von der passenden Musik, Rhythmik und Melodie. Seine Musiker nannten dies ein „bildliches Vorstellungsvermögen“, das Brel ihnen anschließend vermittelte, während Rauber, Jouannest oder Jean Corti nach Brels Vorgaben eigene Ideen einbrachten und die Chansons in der Zusammenarbeit immer weiter verfeinerten.
Brel sang in der Stimmlage eines Baritons und beherrschte einen großen Tonumfang. Der Publizist Olivier Todd beschreibt seine Stimme als „die eines begabten Amateurs – klar, aber ohne Volumen.“ Dabei hatte er anfänglich einen leichten Brüsseler Akzent, über den er sich selbst in Les bonbons 67 lustig machte. Sein stimmlicher Vortrag reichte laut Thomas Weick vom dezenten Gesang mit Timbre in Le Plat Pays über die raue, latent monoton-weinerliche Stimme in Je ne sais pas bis zum voluminösen, kraftvollen Vortrag mit überschlagender Stimme in Amsterdam. Die dominierenden Instrumente in Brels Chansons sind das Klavier und das Akkordeon. Zur Kolorierung werden auch andere Instrumente eingesetzt, etwa Hirtenflöte und Jagdhorn zur Charakterisierung des Milieus in Les bergers, Streicher und Harfe für die Bewegung des Meeres in La Fanette. Dort findet mit der Ondes Martenot auch eines der sparsam verwendeten elektronischen Instrumente seinen Einsatz. Im Verlauf seiner Karriere änderte Brel die Instrumentierung mancher Chansons mehrfach. So liegen etwa vom frühen Hit Quand on n’a que l’amour neben der Ursprungsfassung aus dem Jahr 1956 eine neu arrangierte Live-Version von 1961 und eine aufwendig im Studio eingespielte Fassung von 1972 vor.
Brel griff in seinen Chansons gerne auf bekannte musikalische Grundformen wie Walzer, Charleston, Tango oder Samba zurück, die jedoch oft verfremdet sind. So nimmt der Walzer in La valse à mille temps unaufhörlich in seinem Tempo zu, und die Samba Clara steht im ungewohnten 5/4-Takt. Die Tangos in Rosa oder Knokke-le-Zoute tango untermalen den Inhalt, im ersten Fall die schulische Domestizierung der Jugend, im letzten eine karikierte Ausschweifung im Stile des Tango Argentino. Titine dagegen zitiert parodistisch den Charleston Je cherche après Titine aus dem Jahr 1917. Auch Zitate klassischer Musik sind immer wieder zu finden, so erinnert der Auftakt des Klaviers in Ne me quitte pas an die Sechste Ungarische Rhapsodie von Franz Liszt oder L’air de la bêtise an Arien im Stile Rossinis. Die Stilzitate dienen zumeist einer Ironisierung oder Parodie.

### Vortrag

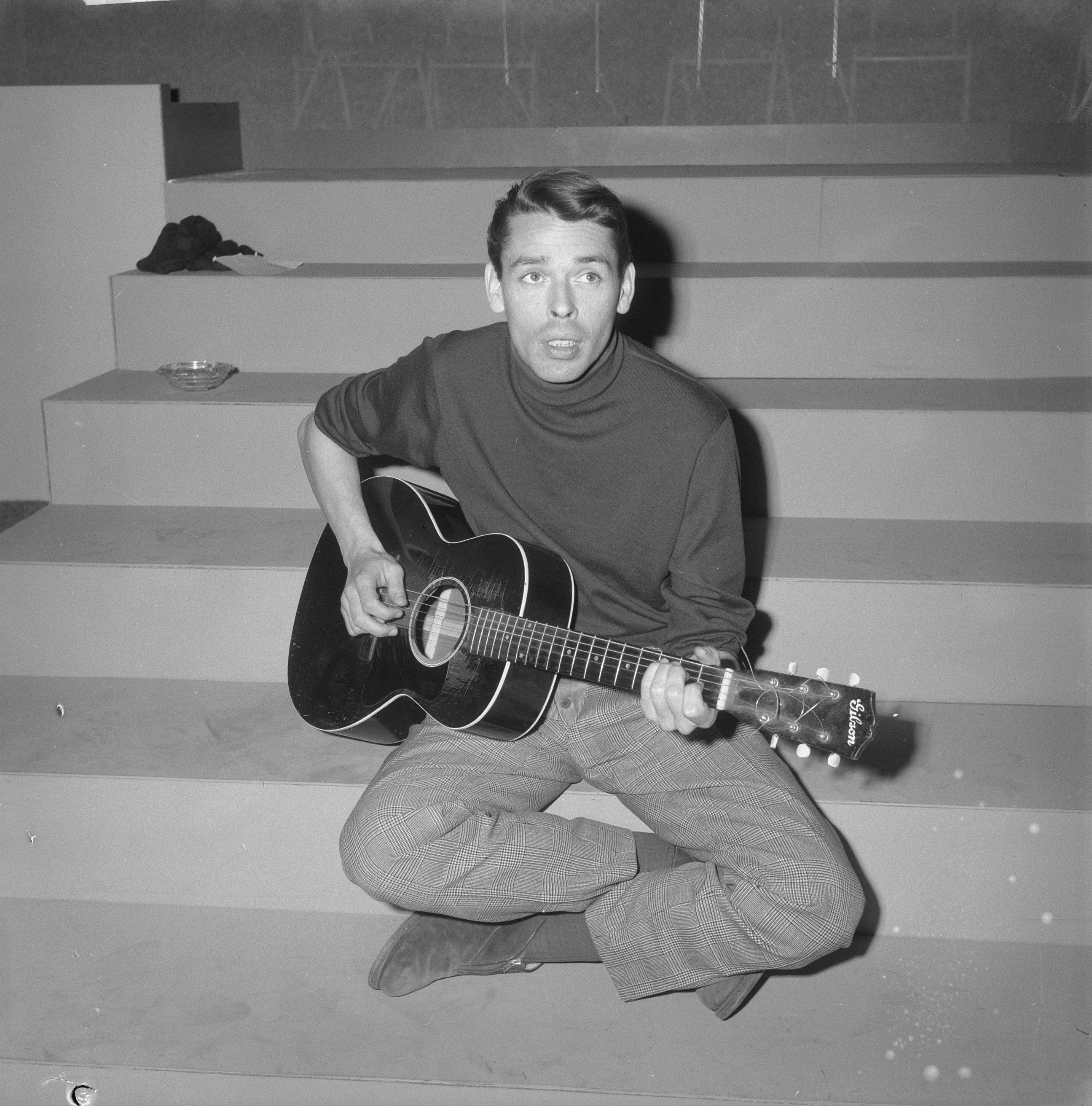
Jacques Brel (1962)

Brels Bühnenauftritte wurden oft mit drastischen Worten beschrieben. Le Figaro sprach von einem „Orkan namens Brel“, und Der Spiegel charakterisierte den Chansonnier bei seinen Auftritten als „[e]mphatisch und ungestüm wie ein singendes Tier“, um weiter auszuführen: „Brel grimassierte und fuchtelte, wenn er vors Publikum trat, und er sang dabei mit pathetischem Elan, mal frivol und salopp, mal larmoyant, oft verhalten, meist aggressiv und bisweilen auch mit sehr viel Geschmack fürs Makabre“. Laut Olivier Todd sei Brel bei seinen Auftritten in all seine Figuren geschlüpft, habe sich vom betrunkenen Matrosen in Amsterdam zum Stier in Les toros verwandelt. Er habe gesungen, „wie ein Boxer boxt“, bei seinen Auftritten eine große Menge Schweiß abgesondert und sich derart verausgabt, dass er – nach Messungen Jean Clouzets – in anderthalb Stunden bis zu 800 Gramm abgenommen habe.
Brels Programme umfassten in der Regel 15 oder 16 Chansons, die ohne Moderation aufeinander folgten. Zugaben verweigerte Brel aus Prinzip, was er mit einem Schauspieler verglich, von dem man auch nicht den erneuten Vortrag einer Szene verlangte. Er trat überwiegend im neutralen schwarzen Anzug auf, der die Blicke der Zuschauer auf seine Mimik und Gestik lenkte. Nachdem er sich zu Anfang seiner Karriere selbst auf der Gitarre begleitet hatte, spielte diese in späteren Jahren nur noch als Requisit bei einzelnen Chansons wie Quand on n’a que l’amour und Le Plat Pays eine Rolle. Brels Auftritte waren zu dieser Zeit vielmehr durch einen expressiven, dramatischen Vortrag vor einem Standmikrofon geprägt, den Michaela Weiss als gleichzeitig „intensiv“ und „exzessiv“ bezeichnet. Brel gehe es dabei nicht um die Erzeugung einer Illusion, sondern er setze bewusst Mittel der Stilisierung und karikaturistischen Überzeichnung ein, wobei er sich nicht vor der Wirkung von Lächerlichkeit scheue. Er behalte aber auch das Gespür für feine Differenzierungen, wenn etwa im Chanson Les vieux die raumgreifende Bewegung eines Pendels – als Symbol der verstreichenden Zeit – mit dem Zittern der Hände der Alten kontrastiert wird. Trotz solcher einstudierter Gesten ließ sich Brel beim Vortrag immer wieder zu spontanen Improvisationen hinreißen, wie der Vergleich verschiedener Aufzeichnungen desselben Liedes zeigt.
Robert Alden merkte zu einem Auftritt Brels in der New Yorker Carnegie Hall an, dass es dem amerikanischen Publikum auch ohne Sprachkenntnis allein aufgrund Brels Vortrag, seiner Verwendung von Stimme, Hände und Körper, möglich gewesen sei, den Inhalt der Lieder auf der Gefühlsebene nachzuempfinden und von ihm gefangen genommen zu werden. Auch Brels Pianist Gérard Jouannest, der ihn bei seinen Konzerten begleitete, beschrieb, wie Abend für Abend der Funke von Brels emotionalen Vortrag auf sein Publikum übersprang. Brels komprimierte „Miniaturdramen“ erforderten die volle Aufmerksamkeit seiner Zuhörer und standen einem beiläufigen Konsum als Schlager- oder Tanzmusik entgegen. Brel grenzte sich selbst gegen den Stil eines Crooners, wie etwa Frank Sinatra, ab. Seine Chansons waren bereits vom textlichen Entwurf an auf ihre Bühnenwirkung hin konzipiert. So finden sich dort dramatische Elemente wie Onomatopoesie, etwa das lautmalerische Schlürfen in Ces gens-là, oder Pointen, wie das ausgelassene Wort „con“ in Les bourgeois, die später von Brel auf der Bühne effektvoll eingesetzt wurden.

### Themen

#### Glaube, Agnostizismus, Humanismus

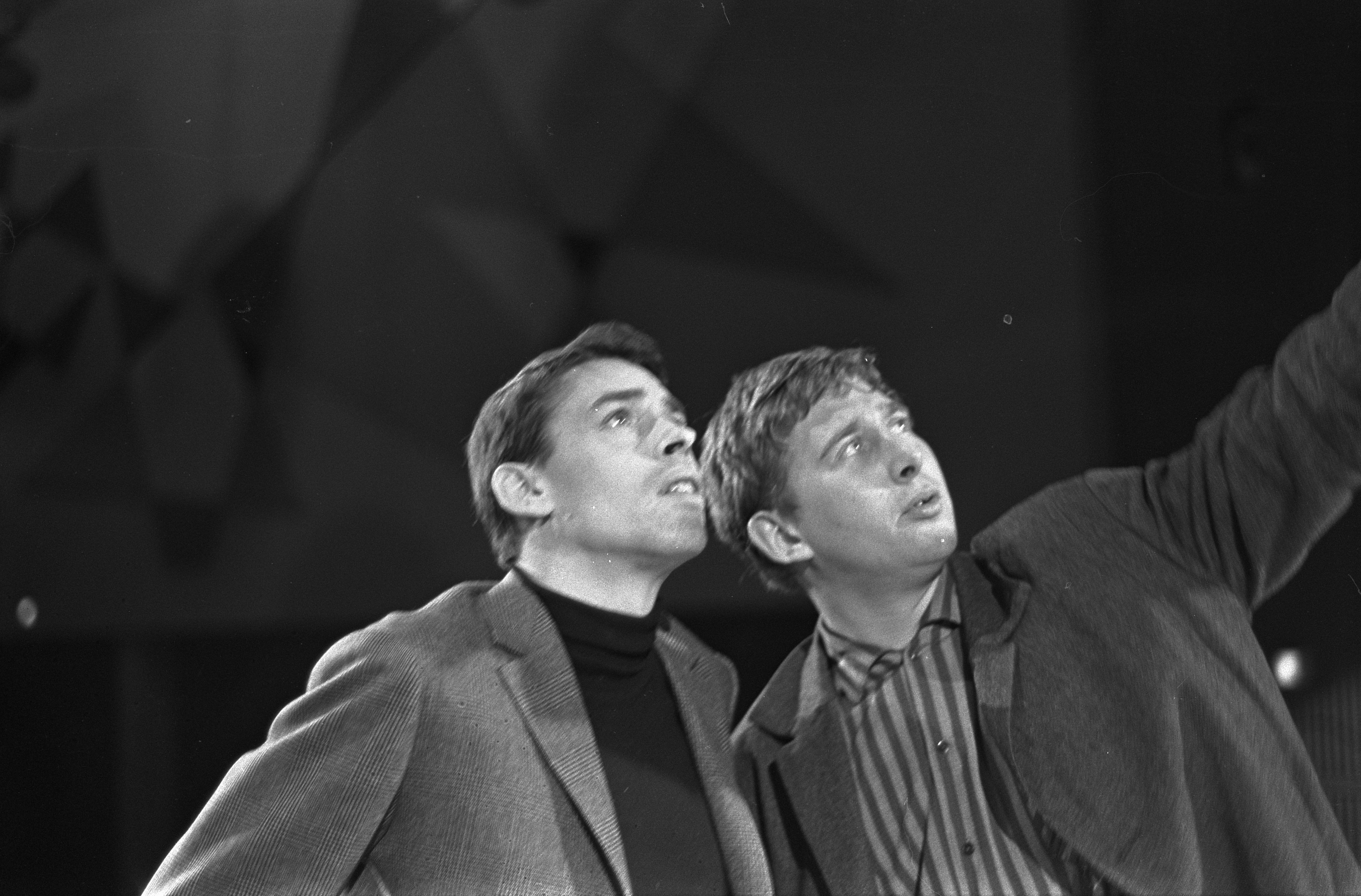
Jacques Brel (1963)

Brels Anfänge als Chansonnier waren noch stark geprägt von seiner katholischen Herkunft und insbesondere den Einflüssen der Jugendorganisation Franche Cordée. Auch in seinen Liedern fand sich eine christlich-idealistische Weltanschauung wieder, so dass Brassens für seinen Kollegen den Spitznamen „l’abbé Brel“ prägte. Michaela Weiss führt die Inhalte vieler früher Chansons auf die Formel „Liebe, Glaube, Hoffnung“ zurück. Zwar manifestiert sich in der Welt seiner Lieder durchaus das Böse, wovon Brel im Chanson Le diable (Ça va) den Teufel höchstpersönlich Bericht erstatten lässt. Doch der Glaube an den Menschen und dessen Fähigkeit, das Ideal einer besseren Welt zu realisieren, bleibt ungebrochen, wie die Hymne Quand on n’a que l’amour beschwört. Allerdings zeigen sich schon in den frühen Chansons erste Ansätze von Skeptizismus. So wendet sich Brel in seiner Glaubenssuche in Grand Jacques explizit gegen die traditionell-kirchlichen Rezepte:
„Tais-toi donc, grand Jacques

Que connais-tu du Bon Dieu

Un cantique, une image

Tu n’en connais rien de mieux“
„Sei doch still Grand Jacques

denn was weißt du schon von Gott

Ein Choral eine Ikone

Nichts vom Leben nichts vom Tod“
Für Chris Tinker benützte der junge naiv-romantische Brel lediglich einen losen christlichen Rahmen, um seine moralische Agenda zu verpacken, die sich etwa in Chansons wie L’air de la bêtise, Sur la place und S’il te faut gegen die Ignoranz der Menschen richtet. Im Verlauf des Werks nehme Brel, der sich selbst in späten Interviews als Atheisten bezeichnete, hingegen immer mehr die Position des Agnostizismus ein. So bleibt im Chanson Seul der Mensch letztlich auf sich selbst und eine absurde Existenz zurückgeworfen, deren einzige Gewissheit der Tod ist. In Le Bon Dieu geht der Chansonnier schließlich so weit, Gott und den Menschen in eins zu setzen:
„Mais tu n’es pas le Bon Dieu

Toi tu es beaucoup mieux

Tu es un homme“
„Aber du bist nicht der liebe Gott

Du bist viel besser

Du bist ein Mensch“
Im Zentrum seiner Chansons steht stets der Mensch, seine Stellung in der Welt und die allgemeinen Menschheitsfragen. Carole A. Holdsworth sieht in Brel daher den Vertreter eines zeitgenössischen Humanismus.

#### Liebe und Frauen

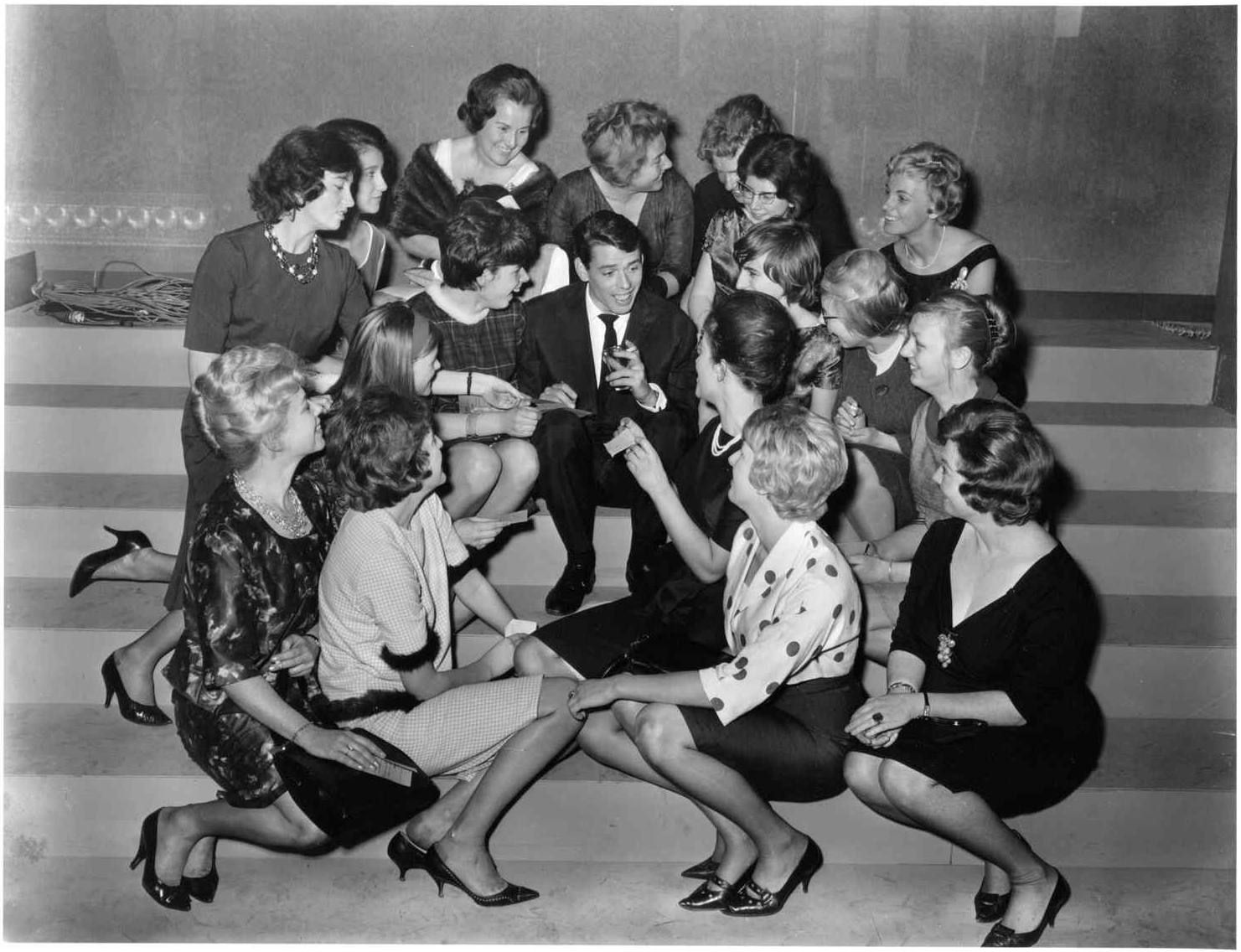
Jacques Brel (Mitte, 1962)

Ein zentrales Thema in Brels Œuvre ist die Liebe. Allerdings behauptet Jean Clouzet, Brel habe nie ein wirkliches Liebeslied geschrieben, seine Chansons handelten vielmehr stets von unglücklicher Liebe. Ähnlich wie beim Thema Glauben gibt es auch bei der Liebe eine zeitliche Entwicklung in Brels Chansons. In jungen Jahren entwarf Brel ein hoch idealisiertes Bild von romantischer Liebe, die ihre Erfüllung in einer dauerhaften Bindung sucht, etwa im Chanson Heureux:
„Heureux les amants que nous sommes

Et qui demain loin l’un de l’autre

S’aimeront s’aimeront

Par-dessus les hommes.“
„Glück ist: wie wir verliebt zu sein

und: auch entfernt einer vom andern

Liebe sein, Liebe sein

Ewig Liebe bleiben“
Chris Tinker betont allerdings die narzisstische Perspektive vieler der Brel’schen Liebeslieder, in deren Mittelpunkt stets die Gefühle des Liebenden stehen, während diejenigen der Geliebten kaum eine Rolle spielen. Zudem überhöhten die Chansons den Gegenstand ihrer Liebe und überfrachteten ihn derart mit moralischen Erwartungen, dass die Enttäuschung bereits vorgezeichnet scheine. Folgerichtig sei es, dass Brels Protagonisten mit dem Ende der 1950er Jahre, als sie allgemein ihren frühen Idealismus verlieren und stärker dem Pessimismus zuneigen, ihre verlorene, unglückliche oder unerreichbare Liebe ebenso ausführlich betrauern, wie sie sie zuvor erwartungsfreudig herbeigesehnt haben.
Das Frauenbild, das Brel in seiner späten Phase zeichnete, ist zynisch bis zur Misogynie, wie ihm auch vielfach von Kritikern vorgeworfen wurde. Nun bevölkern vor allem Frauenfiguren die Chansons, die Männer ausnützen und betrügen. In Les filles et les chiens stellt Brel die Frage, ob Frauen oder Hunde die besseren Gefährten eines Mannes abgäben. In Les biches vergleicht er sie mit Hirschkühen:
„Elles sont notre pire ennemie

Lorsqu’elles savent leur pouvoir

Mais qu’elles savent leur sursis

Les biches“
„Sie sind unsere schlimmsten Feinde

Wenn sie ihre Macht kennen

Aber auch ihre Gnadenfrist

Die Kühe“
Carole A. Holdsworth verwies allerdings darauf, dass Brels späte Werke ebenso negative Zeichnungen von männlichen Figuren enthielten, und dass die Schuld zwischen den Geschlechtern oft gleichmäßig verteilt sei. In diesem Sinne habe allgemein Brels Misanthropie zugenommen, die sich mit einer Misogamie, also einer Abneigung gegen die Ehe, verbunden habe. Manche Stimmen sehen als wahre Liebeslieder in Brels Werk jene, die von Männerfreundschaften handeln, wie etwa die Tröstung des unglücklichen Jef im gleichnamigen Chanson. Erst in Orly, einem seiner letzten Chansons, wird eine Frau als vom Mann Verlassene gezeigt, der das Mitgefühl des Chansonniers zuteilwird. Für Anne Bauer ist es das „einzige Chanson von Brel, in dem es eine Liebe ohne Vorbehalte, ohne Hintergedanken und ohne Lüge gibt“.
Brels Chansons zeigen ab Beginn der 1960er Jahre mehrere Wege auf, die Enttäuschungen der Liebe zu überwinden. Einige „chansons dramatiques“, dramatische Lieder, die besonders von der Präsentation auf der Bühne leben, führen einen Helden vor, der in seinen anfänglichen Träumen von der Realität mehr und mehr desillusioniert wird, doch am Ende seine Zuversicht zurückgewinnt und wieder hoffnungsvoll in die Zukunft blickt. Hierzu gehört das bekannte Chanson Madeleine, dessen Erzähler jeden Abend vergeblich auf seine Angebetete wartet und trotzdem am Ende zuversichtlich auf ihr Erscheinen am folgenden Tag vertraut. Auch Les bonbons und dessen Fortsetzung Les bonbons 67 sind solche „chansons dramatiques“, in denen ein junger Mann mit Bonbons aussichtslos um seine Angebetete wirbt, wobei Brel seinen Helden derart überzeichnet, dass die Brautwerbung in eine parodistische Farce umschlägt. Im späten La chanson des vieux amants führt Brel schließlich einen gereiften und illusionslos-pragmatischen Umgang mit Liebesbeziehungen aus der Sicht eines miteinander alt gewordenen Paares vor.

#### Kindheit, Alter und Tod
Kinder und die Kindheit an sich sind ein häufiges Thema in Brels Chansons. Die Kindheit wird als ein Idealzustand gezeichnet, voller Freiheit, Energie, erfüllter Wünsche und ungebrochener Träume. Häufig verwendet Brel dafür die Metapher „Far West“ („Wilder Westen“). In den späteren Chansons ist es vor allem ein nostalgischer Blick, den ein Erwachsener auf das verlorene Paradies der Kindheit zurückwirft, etwa im Chanson L’enfance aus dem Film Le Far-West:
„L’enfance

C’est encore le droit de rêver

Et le droit de rêver encore“
„Die Kindheit

Das ist das Recht zu träumen,

Noch und noch zu träumen“
Die Kindheit steht unter ständiger Bedrohung durch Erwachsene, die ihren Kindern, im Bemühen, sie zu behüten, die unbeschwerten Abenteuer der Kindheit rauben. Immer wieder beschreibt Brel in seinen Liedern, wie der Krieg, auch er ein Teil der Erwachsenenwelt, seine eigene Kindheit auf einen Schlag beendete.
Altern ist für Brel ein negativer, gefürchteter Prozess. In L’age idiot ist jedes Alter, egal ob mit 20, 30 oder 60, ein „idiotisches Alter“. In La chanson de Jacky erweist sich die Rückkehr in die verlorene Kindheit, die Zeit als Jacques noch „Jacky“ genannt wurde, als unmöglich, in Marieke jene in die Zeit der ersten Liebe. Im Alter verlieren die Menschen wie in Les vieux ihre Illusionen, in Le prochain amour wird die Vergänglichkeit der Liebe bewusst. Die ultimative Trennung durch den Tod drückt das Chanson Fernand aus:
„Dire que Fernand est mort

Dire qu’il est mort Fernand

Dire que je suis seul derrière

Dire qu’il est seul devant“
„Wenn man bedenkt daß Fernand tot ist

Wenn man bedenkt daß er tot ist Fernand

Wenn man bedenkt daß ich da hinten allein bin

Wenn man bedenkt daß er da vorne allein ist“
Das zweithäufigste Thema nach der Liebe in Brels Chansons ist der Tod. Er bildet für seine Chansonhelden den natürlichen Abschluss des Lebens. Sie treten ihm in Le dernier repas mit Selbstsicherheit und Furchtlosigkeit entgegen, in Le moribond mit einem letzten Aufbegehren von Lebensfreude und Hedonismus. Zum Teil sehnen Brels Chansons den Tod regelrecht herbei, so L’age idiot, wo er als das Goldene Zeitalter bezeichnet wird, Les Marquises, wo er die Menschen mit Ruhe erfüllt, und Vieillir, wo der plötzliche Tod dem schleichenden Prozess des Alterns vorgezogen wird. Brels Chanson Jojo, geschrieben aus Trauer um seinen verstorbenen Freund Jojo Pasquier, macht zwar die Einsamkeit des Hinterbliebenen spürbar, doch seine fortdauernde Freundschaft verleiht dem Toten eine Form von Unsterblichkeit.

#### Kritik an der Gesellschaft

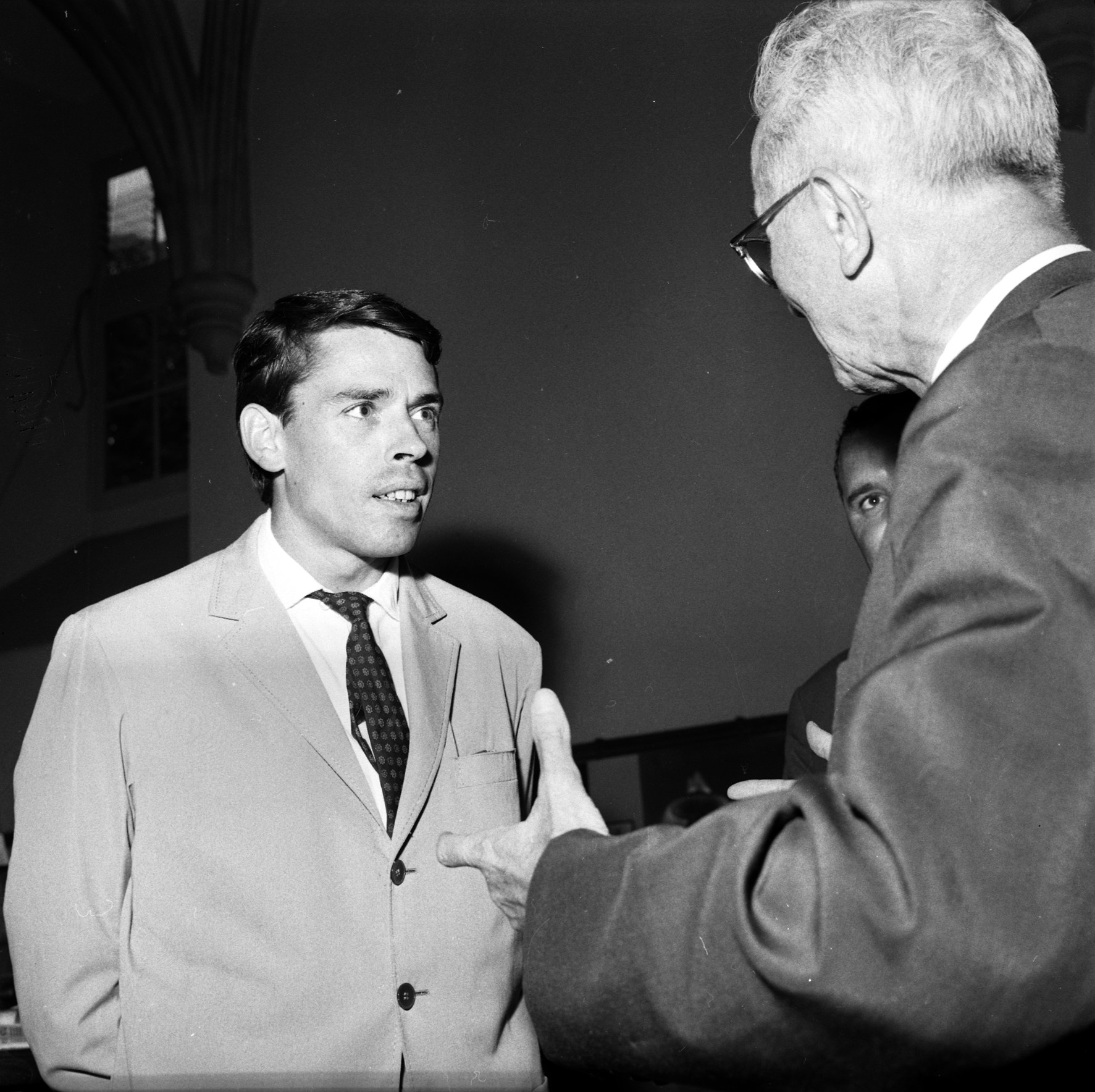
Jacques Brel (1962)

In Brels Werk finden sich zahlreiche bittere Anklagen und scharfe Attacken gegen die Gesellschaft, in der er lebt. Für Carole A. Holdsworth ist das Motto seines Werkes der Kampf des Individuums gegen seine Umwelt und die Verweigerung, sich von dieser formen zu lassen. Obwohl für Brel die Probleme nicht in erster Linie ökonomischer, sondern psychologischer Natur sind, gilt seine Sympathie, der er selbst aus einer begüterten Bürgerfamilie stammt, den Armen, Unterdrückten und Schwachen. Seine kritischen Attacken richten sich nie gegen einzelne Individuen, sondern generalisieren, wie schon der bestimmte Artikel in vielen Chansontiteln verrät: Les bigotes, La dame patronnesse, Les flamands, Les paumés du petit matin, Les timides, Les bourgeois.
Insbesondere die Bourgeoisie war für Brel wie für viele andere linksintellektuelle Künstler seiner Generation eine bevorzugte Zielscheibe. Er widmete ihr das Chanson Les bourgeois, dessen Refrain lautet:
„Les bourgeois c’est comme les cochons

Plus ça devient vieux plus ça devient bête“
„Bürger sind wie das Schwein im Stall,

denn, je älter, umso mehr sind sie dreckig.“
Das Lied, in dem eine Gruppe Jugendlicher den Bürgern den blanken Hintern zeigt, nimmt in der letzten Strophe die Wendung, dass es nun die alt gewordenen Bürgerschrecke von einst sind, die von einer neuen jungen Generation als „Bourgeois“ beschimpft und verspottet werden. Hier zeigt sich, dass Brels Begriff der Bourgeoisie nicht in erster Linie eine Frage der sozialen Klasse ist, vielmehr geißelt er eine Lebenseinstellung. Zum Bourgeois im Brel’schen Sinne wird man, wenn man seine Spontaneität und Neugier verliert und sich Stagnation, Passivität und Stillstand überlässt. Teil der abgelehnten bürgerlichen Welt sind für Brel auch die Institutionen der Familie, Schule und katholischen Kirche mit ihrer Einschränkung der individuellen Freiheit.
Trotz seiner kritischen Bestandsaufnahme der Gesellschaft und ihrer sozialen Ungerechtigkeiten fehlt Brels Chansons jeder konkrete politische Lösungsansatz zu einer Veränderung. Er stellt im Chanson La Bastille mit dem Sturm auf die Bastille sogar die gesamte Französische Revolution in Frage, die nicht das vergossene Blut wert gewesen sei:
„Dis-le-toi désormais

Même s’il est sincère

Aucun rêve jamais

Ne mérite une guerre“
„Sag dir von nun an

Daß kein Traum

Selbst kein ernstzunehmender

Einen Krieg wert ist“
Die Menschen in Brels Chansons verharren oft in Passivität und Fatalismus, unfähig, eine Veränderung zu bewirken. Ihr Gefühl eines persönlichen Versagens paart sich mit Ohnmacht gegenüber den gesellschaftlichen Restriktionen. So gehen die Chansons nicht über eine Anklage der Verhältnisse hinaus, ermutigen den Zuhörer jedoch zum eigenen kritischen Denken.

#### Brel und Belgien
Brels Verhältnis zu seiner Heimat war schwierig. Er fühlte sich in Belgien eingeengt, betonte aber dennoch in seiner Wahlheimat Frankreich stets seine belgische Herkunft. Olivier Todd sprach von einer „Hassliebe“, die erkennen ließ, dass Brel für sein Heimatland Stolz und Scham gleichermaßen empfand. Mit der flämischen Sprache hatte Brel, der zwar flämischer Abstammung, aber französischsprachig aufgewachsen war, bereits in der Schulzeit Probleme, später verglich er sie mit „Hundegebell“.
Mit mehreren seiner Lieder brüskierte Brel seine flämischen Landsleute. Das Chanson Les flamands beschreibt den strengen, freudlosen Tanz der Fläminnen als Konstante in ihrem tristen Lebenskreislauf. Obwohl von einer zärtlichen Ironie geprägt, löste das Lied 1959 Proteste und Drohbriefe aus, die Brel damals noch überraschten. Sieben Jahre später, ausgerechnet am Festtag der belgischen Dynastie im Brüsseler Palais des Beaux-Arts, provozierte er in La… la… la… mit voller Absicht:
„J’habiterai une quelconque Belgique

Qui m’insultera tout autant que maintenant

Quand je lui chanterai Vive la République

Vivent les Belgiens merde pour les Flamingants…“
„Ich werde in irgendeinem Belgien wohnen

Das mich genauso beschimpfen wird wie jetzt

Wenn ich ihm Vive la Republique vorsinge

Es leben die Belgier scheiß auf die Flamen…“
Das Chanson beschwor in Belgien 1966 einen Skandal herauf. Die flämische Volksbewegung behauptete einen „Affront gegen die Ehre des flämischen Volkes“ und erklärte Brel zur persona non grata, sogar das belgische Parlament debattierte über Brels Chanson. Der Chansonnier selbst betonte in Interviews stets den Unterschied der Begriffe „flamands“, die Bewohner Flanderns, die er keineswegs in ihrer Gesamtheit angreifen wolle, und „flamingants“, die flämischen Nationalisten, die er schlicht für Faschisten hielt. Ein Jahr vor seinem Tod wiederholte er mit dem Schmählied Les F… noch einmal seine Attacke, und auch die Reaktion, vom Skandal in der Öffentlichkeit bis zur Anfrage vor dem Parlament und einer gerichtlichen Anzeige, blieb dieselbe. Im Chanson charakterisierte Brel die „Flamingants“ als:
„Nazis durant les guerres et catholiques entre elles“
„Nazis während der Kriege und Katholiken in der Zwischenzeit“
Für Chris Tinker sind Brels Tiraden allerdings weniger spezifisch gegen die Flamen gerichtet, als dass sie in der Tradition seiner sonstigen Gesellschaftskritik an Bourgeoisie und Nationalismus stehen. Hingegen seien Brels Übertragungen verschiedener Chansons ins Flämische, darunter auch Le Plat Pays (Mijn vlakke land), als persönliche Geste an die flämische Kultur und Sprache zu verstehen. Mit der Verknüpfung flämischer und frankophoner Verse in Marieke habe der Chansonnier sogar eine Allegorie auf das zweisprachige Belgien geschrieben. Sara Poole sieht gerade auch in der belgischen Kultur und der Lyrik Émile Verhaerens einen entscheidenden Einfluss auf viele der Brel’schen Chansons wie Le Plat Pays. Für Carole A. Holdsworth ist dieses Chanson der vier Winde, die über die belgische Landschaft wehen, eine äußerst atmosphärische Beschreibung Belgiens, und der wiederkehrende einzeilige Refrain des Chansons stelle klar, dass trotz aller kritischen Äußerungen Brels Identifikation mit seinem Heimatland ungebrochen bleibe:
„Le plat pays qui est le mien“
„Mein flaches Land du bist mein Land“

## Filme

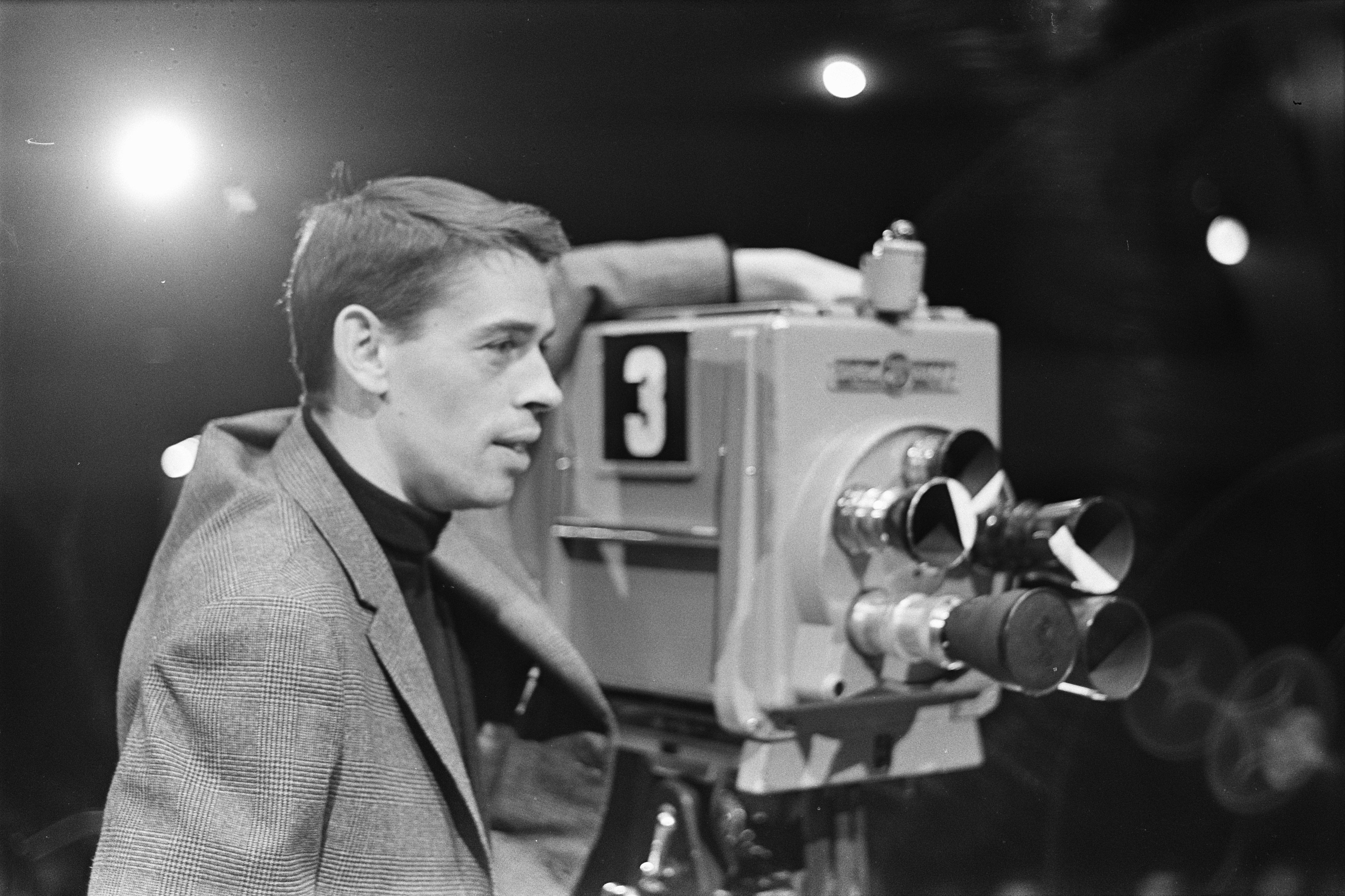
Jacques Brel (1963)

Auch die beiden Filmprojekte Brels beruhen laut Stéphane Hirschi auf dem Motivkatalog seiner Chansons. So nimmt Hirschi etwa in der Dreiecksgeschichte Franz die implizite Präsenz von rund 50 Brel-Chansons wahr und setzt einige Filmdialoge vollständig aus sinngemäßen Passagen von Liedtexten zusammen. Das Medium Film füge den Brel’schen Chansons schlicht eine neue Dimension hinzu, indem sich die Bilder nun konkret darstellen und nicht nur im Kopf des Zuhörers suggerieren ließen. Dabei gelte Brels besonderes Augenmerk mit der Tonspur und der musikalischen Untermalung weiterhin dem Medium, aus dem er stammte. Brel selbst beschrieb, dass er seinen ersten Film ganz wie ein Chansonprogramm aufgebaut habe, indem er alle neun Minuten auf einen Höhepunkt zusteuerte.
Für Olivier Todd stellte Léon, der Protagonist von Franz, eine jener Durchschnittsexistenzen dar, als die Brel selbst hätte enden können, wenn er in Belgien geblieben wäre. Der Erfolg des Filmes sei allerdings auch deswegen ausgeblieben, weil das Publikum die Welt des Chansonniers nicht in jener des Films wiederfinden konnte. Während sein erster Film realistisch bis zum Naturalismus sei, habe Brel im zweiten Film Le Far-West auf die reine Phantasie gesetzt. Doch die Suche einer Gruppe von Erwachsenen nach den Träumen ihrer Kindheit, dem Paradies, das sie im Wilden Westen wähnen, scheitert ebenso wie Léons Suche nach der Liebe in Franz. Auf die Protagonisten wartet in beiden Filmen der Tod: Léon wählt den Freitod, der Cowboy Jacques stirbt im Kugelhagel.
Als Schauspieler sammelte Brel seine ersten Erfahrungen im Jahr 1956 mit einem belgischen 10-Minuten-Kurzfilm für einen Wettbewerb, bei dem er selbst das Drehbuch überarbeitet hatte und die Hauptrolle spielte. Das Ergebnis war allerdings mangelhaft und wurde nie in den Kinos gezeigt. Seine späteren zehn Filme von 1967 bis 1973 verglich Olivier Todd mit Brels Entwicklung als Chansonnier: einer Periode als Prediger und Weltverbesserer unter den Regisseuren André Cayatte und Marcel Carné folge eine Phase als Witzbold und Lebemann unter Édouard Molinaro und Alain Levent. Dem politischen Kino habe sich Brel unter Philippe Fourastié und Jean Valère verschrieben, während seine eigenen Regiearbeiten Brels späten Pessimismus widerspiegeln. Der abschließende Film Die Filzlaus zeige ihn schließlich als schüchternen Träumer. Dabei überzeugte Brel laut Todd nur in jenen Filmen, in denen die dargestellte Figur seiner eigenen Persönlichkeit ähnelte, wobei er die Rolle des Landarzt Benjamin als Brels Paraderolle betrachtet. Mein Onkel Benjamin blieb der bekannteste von Brels Filmen.

## Rezeption

### Bedeutung und Nachwirkung

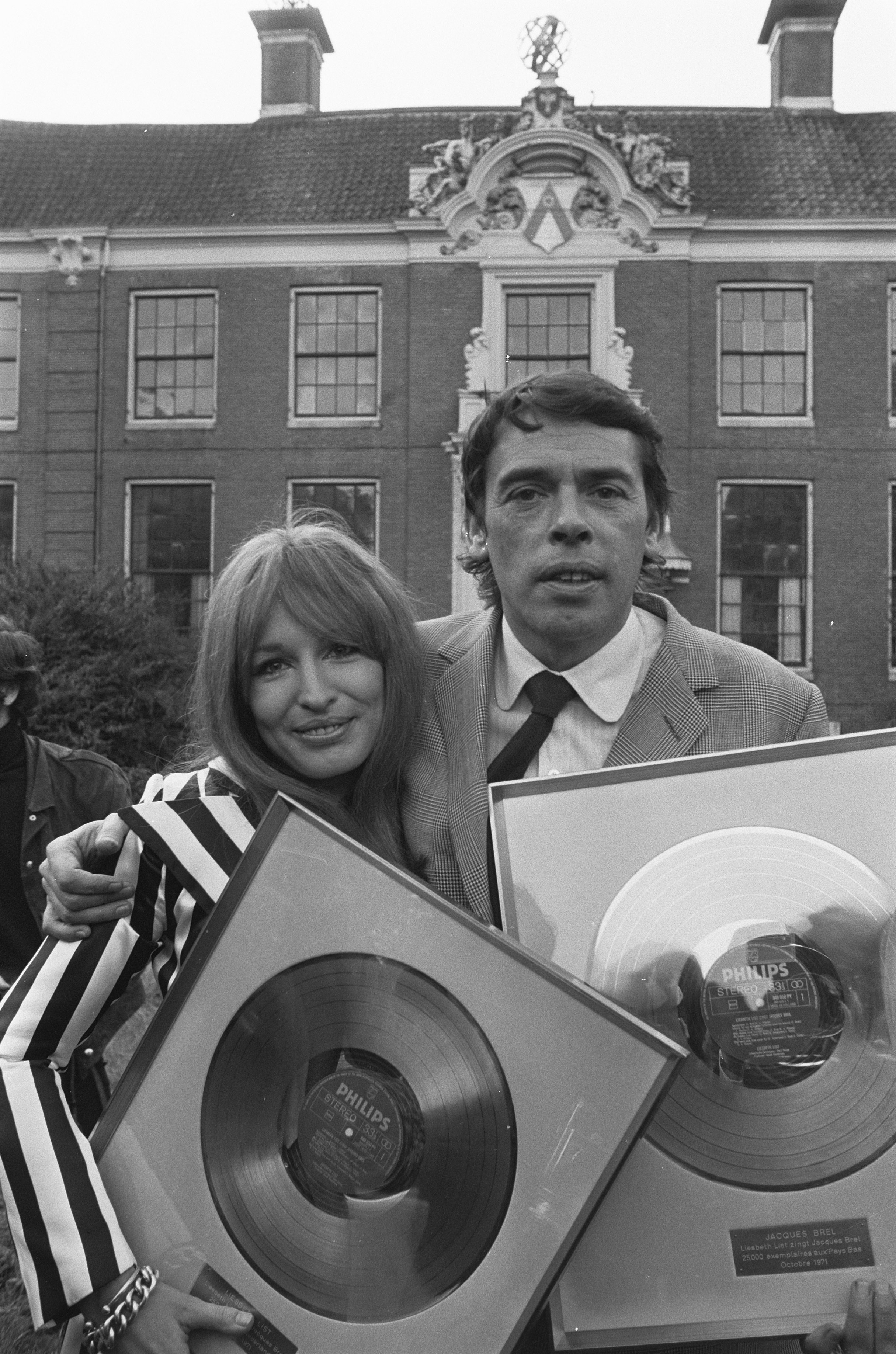
Jacques Brel und Liesbeth List (1971)

Jacques Brel zählt zu den führenden Repräsentanten des französischen Chansons. Nahezu einhellig wird er gemeinsam mit Charles Trenet und Georges Brassens zu den drei bedeutendsten Chansonniers, die ihre eigenen Chansons interpretierten, gezählt, wobei er laut Michaela Weiss im 21. Jahrhundert inzwischen eine nachhaltigere Wirkung und Vorbildfunktion erzielt hat als seine beiden Kollegen. Bereits Anfang der 1960er Jahre gehörte Brel laut Olivier Todd zu den zehn „Superstars“ des französischen Chansons, von denen die Hälfte allerdings reine Interpreten waren. In einer Reihe mit Brel listet er – nach absteigendem Alter sortiert – Maurice Chevalier, Charles Trenet, Leo Ferré, Yves Montand, Georges Brassens, Charles Aznavour, Gilbert Bécaud, Sacha Distel und Johnny Hallyday auf. 20 Jahre nach seinem Tod gehörten Brels Alben – insbesondere neben denen Édith Piafs – laut Marc Robine nach wie vor zu den meistverkauften Alben in französischer Sprache. Noch im 21. Jahrhundert verkauften sie sich in einer Größenordnung von 250.000 Stück pro Jahr, und die Textausgabe seiner Werke blieb seit ihrer Erstausgabe 1982 mit zahlreichen Neuauflagen permanent im Angebot.
Brel wurde nicht nur zu einer Institution des französischen Chansons, sondern gehört inzwischen ganz allgemein – neben etwa Eddy Merckx, René Magritte oder Georges Simenon – zu den bekanntesten Belgiern. Die französische Journalistin Danièle Janovsky bezeichnete den französisch singenden Flamen gar als „Symbol für Belgien schlechthin“. Zum 25. Todestag Brels erklärte die Stadt Brüssel das Jahr 2003 zum Brel-Jahr, in dem diverse Ausstellungen und Veranstaltungen rund um den Chansonnier organisiert wurden. Noch 2005 belegte Brel bei einer Publikumswahl zum „größten Belgier“ in der wallonischen Ausgabe Le plus grand Belge den Spitzenplatz, beim flämischen Gegenstück De Grootste Belg erreichte er Rang 7.
Im Brüsseler Stadtteil Anderlecht trägt eine Métro-Station der Linie 5 den Namen Jacques Brel. Nach dem Chansonnier wurden eine Bibliothek, zahlreiche Kultur- und Freizeitzentren, Schulen, Jugendherbergen, Restaurants, Plätze und Straßen benannt. Im August 1988 entdeckte der belgische Astronom Eric Walter Elst einen Asteroiden, den er auf den Namen (3918) Brel taufte. Seit dem gleichen Jahr steht am Predikherenrei in Brügge eine Statue von Jef Claerhout, die Brels Chanson Marieke gewidmet ist.
Das Werk Brels wird seit 2006 von der Éditions Jacques Brel verwaltet, einer Vereinigung des 1962 gegründeten Musikverlags Éditions musicales Pouchenel und der 1981 ins Leben gerufenen Fondation Brel seiner Tochter France, die seither auch die Éditions leitet.

### Mythos Brel

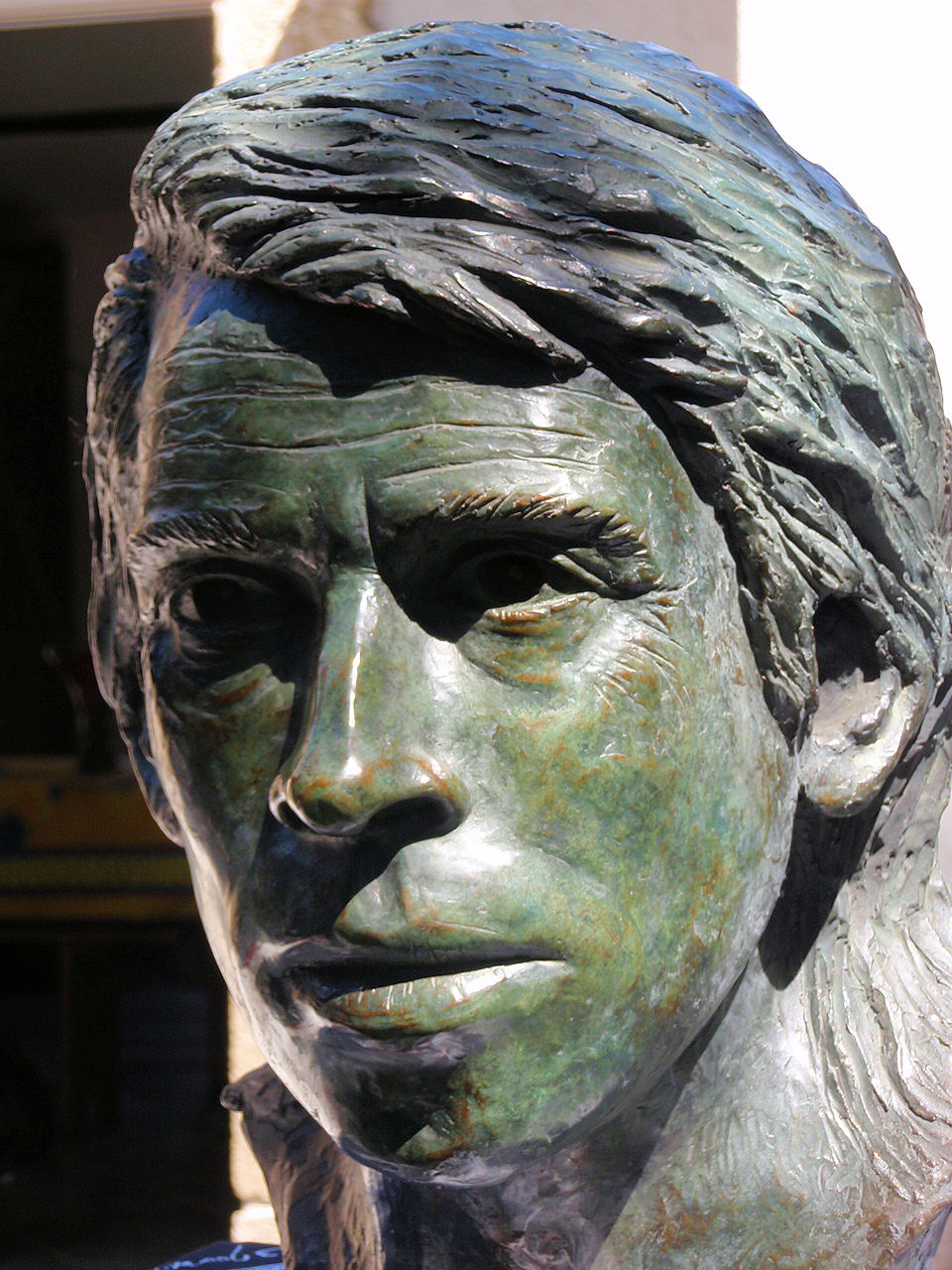
Büste von Jacques Brel auf Hiva Oa

Die Verehrung für Jacques Brel nahm laut einer Untersuchung Thomas Weicks im Lauf der Zeit Züge eines Massenmythos an, zu dem gleichermaßen Brels Werk wie sein Leben beitrugen. Brels Chansons trafen mit einer kompromisslosen Verweigerung des gesellschaftlichen Konformismus, verbunden mit dem Ausdruck eines ideellen Humanismus, auf die Bedürfnisse der jungen Nachkriegsgeneration. Den Ausbruch aus der Gesellschaft fand die Öffentlichkeit später auch mehrfach in Brels Leben verkörpert, von der frühen Lossagung von seinem familiären Milieu, dem Abbruch der Chansonkarriere auf ihrem Höhepunkt bis zur Zivilisationsflucht, wodurch der Chansonnier für sein Publikum zum Stellvertreter wurde, der ihren Drang nach Freiheit und Abenteuer sowie ihre Glückssuche realisierte. Dabei führte Brels anfängliche Zurückweisung – gerade auch wegen seiner Physis – zum Bild eines „leidenden Helden“, der durch die Überwindung der Kränkungen und seinen Aufstieg zum anerkannten Star zur positiven Identifikationsfigur avancierte. Die Machtlosigkeit gegenüber seiner Krankheit und der frühe Tod appellierten hingegen an das Mitgefühl.
Zu seiner Popularität beigetragen haben eine – etwa im Vergleich zu Georges Brassens und Leo Ferré – einfache und klare Sprache ebenso wie die durch die Chansons transportierten Themen und Ideale, in denen sich die Zuhörer wiederfanden. Die Widersprüchlichkeit zwischen Brels Leben und Werk wurde vom zeitgenössischen Publikum, das den Chansonnier auf die Aussagen seiner Lieder reduzierte, weitgehend übersehen. Später führten gerade auch die unauflösbaren Widersprüche zu einer Mystifikation und zur Überlebensfähigkeit des Mythos. Dabei lässt sich in Brels Rezeption eine besondere Häufung von Vergleichen mit anderen mythischen Gestalten oder Begriffen ausmachen, so insbesondere seit dem Musical L’homme de La Mancha der Vergleich mit Don Quijote und nach seiner Übersiedlung in die Südsee die betonte Gemeinsamkeit mit Paul Gauguin sowie der allgemeine Mythos der Suche nach dem Paradies.
Sara Poole hebt insbesondere die Tatsache hervor, dass Brels Werk, im Unterschied etwa zu dem Georges Brassens’, weltweit importierbar sei, dass seine Form des Vortrags über Stimme und Körper, Musik und Gesten die Barrieren der Sprache überwunden habe. Brels Einfühlungsvermögen und die Ansprache des Publikums habe eine breite Zuhörerschaft quer durch alle Alters- und Bevölkerungsschichten gefunden. Dabei ist die Identifikation laut Olivier Todd gerade bei jenen Teilen des Publikums hoch, die in Brels Chansons nicht besonders gut wegkommen: bei den Frauen, die er in seinen Texten immer wieder brüskierte, und bei der Jugend, der er gerne Moralpredigten hielt.

### Interpreten
Zahlreiche Künstler haben Brels Chansons interpretiert, sei es im französischen Original oder in Übertragungen in andere Sprachen. Bereits im Jahr 1988 existierten in den Vereinigten Staaten 270 und in Japan 38 Fassungen von Brels Erfolgslied Ne me quitte pas. Neben der grundsätzlichen Problematik der Übertragung von Liedern in fremde Sprachen gelten Brels Chansons als besonders schwer interpretierbar. So macht Thomas Weick als Ursachen des häufigen Misslingens der Interpretationen – als Beispiel nennt er die kommerziell erfolgreiche Fassung Ces gens-là der Band Ange – mangelnde Vertrautheit mit Brels Persönlichkeit und Werk sowie ein fehlendes Talent für dessen ausdrucksvolle dramatische Vermittlung aus. Bruno Hongre und Paul Lidsky gehen so weit, dass niemand außer Brel selbst seine Chansons singen könne, da sie im Gegensatz zu Werken anderer Chansonniers in ihrer Inszenierung, ihrem Rhythmus und Fluss vollkommen auf Brels Vortrag zugeschnitten seien. Sie seien weniger als Lieder zu verstehen, denn als komprimierte, intensive Dramen.

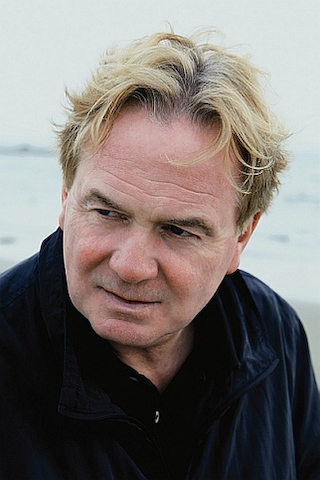
Klaus Hoffmann, einer der führenden deutschsprachigen Brel-Interpreten (2007)

Die erste Brel-Interpretin war Juliette Gréco, die 1954 bei einem Auftritt im Olympia sein Chanson Le diable (Ça va) vortrug. Nach ihr nahmen in Frankreich Serge Lama, Barbara, Isabelle Aubret und Jean-Claude Pascal mehrere seiner Lieder in ihr Repertoire, zahlreiche weitere Sänger und Sängerinnen sangen lediglich einzelne Chansons. Liesbeth List machte Brels Chansons in flämischer Sprache bekannt, und auch Herman van Veen übertrug einige seiner Lieder. In den englischen Sprachraum führten Brel vor allem Mort Shuman und Eric Blau sowie Rod McKuen ein. Dessen Fassung von Le moribond, Seasons in the Sun, gesungen von Terry Jacks, wurde im Jahr 1974 ein Welthit. Auch Scott Walker war mit mehreren Brel-Übertragungen erfolgreich. Einzelne Lieder interpretierten Tom Jones, Andy Williams, Dusty Springfield, Shirley Bassey, Daliah Lavi, David Bowie und Sting. Seit 1990 hat der ehemalige Englischprofessor Arnold Johnston mehrere Revuen ins Englische übertragen und wird allgemein für seine authentischen Übersetzungen der Texte Brels anerkannt.
Die ersten deutschen Fassungen sang der österreichische Schauspieler und Chansonnier Michael Heltau, der Brel in Antwerpen noch persönlich kennengelernt hatte. Die von Heltau interpretierten sehr freien Nachdichtungen stammten von Werner Schneyder. Näher am Original blieben die Adaptionen Heinz Riedels, die der deutsche Liedermacher Klaus Hoffmann vortrug. Später übersetzte er Brels Chansons selbst und widmete ihm 1997 das Musical Brel – die letzte Vorstellung. Weitere deutschsprachige Brel-Interpreten sind Gottfried Schlögl, Gisela May, Konstantin Wecker und Hildegard Knef. Der Schauspieler und Sänger Dominique Horwitz interpretiert Brels Chansons im französischen Original.
Verschiedene Kollegen widmeten Brel musikalische Hommagen, so etwa Dalida, Pierre Perret, Mannick, Jean Roger Caussimon, Jean-Claude Pascal und Sacha Distel. Juliette Gréco stellte anlässlich Brels zehntem Todestag ein Programm aus seinen Liedern zusammen, Barbara zog in ihrem Chanson Gauguin Parallelen zwischen Maler und Sänger. Unter der Vielzahl von Künstlern, auf die Brel einen starken stilistischen Einfluss ausübte, listet Stéphane Hirschi beispielhaft Claude Nougaro, Bernard Lavilliers, Francis Lalanne, Jean-Jacques Goldman und Mano Solo auf. Auch Brels Neffe Bruno Brel folgte seinem Onkel im Beruf des Chansonniers. Im Jahr 2001 sang er eine CD namens Moitié Bruno, moitié Brel  ein, die zur Hälfte aus eigenen Liedern, zur Hälfte aus Chansons seines Onkels besteht.

## Werke

### Diskografie (Auswahl)
Jacques Brel veröffentlichte zahlreiche LPs, EPs und Singles, sowie Kompilationen aus zuvor veröffentlichten Aufnahmen. Die Auswahl beschränkt sich hier auf die 15 Alben der Gesamtausgabe von 2003. Da die meisten Alben Brels zum Zeitpunkt ihrer Veröffentlichung keinen Titel trugen, sind zur Identifikation die CD-Titel von 2003 angegeben.
- 1954: Grand Jacques
- 1957: Quand on n’a que l’amour
- 1958: Au printemps
- 1959: La valse à mille temps
- 1961: Marieke
- 1962: Olympia 1961 (live)
- 1962: Les bourgeois
- 1964: Olympia 1964 (live)
- 1966: Les bonbons
- 1966: Ces gens-là
- 1967: Jacques Brel 67
- 1968: J’arrive
- 1968: L’homme de la Mancha (französische Fassung des Musicals Der Mann von La Mancha)
- 1972: Ne me quitte pas (modernisierte Neuaufnahmen älterer Chansons)
- 1977: Les Marquises (Originaltitel: BREL)

### Filmografie
- 1956: La grande peur de Monsieur Clément (Kurzfilm) – Regie: Paul Deliens (Buch, Darsteller)
- 1967: Verleumdung / Berufsrisiko (Les risques du métier) – Regie: André Cayatte (Darsteller, Musik)
- 1968: La bande à Bonnot (Darsteller, Musik)
- 1969: Mein Onkel Benjamin (Mon oncle Benjamin) (Darsteller, Musik)
- 1970: Mont-Dragon – Regie: Jean Valère (Darsteller)
- 1971: Mörder nach Vorschrift / Mörder im Namen der Ordnung (Les assassins de l’ordre) – Regie: Marcel Carné (Darsteller)
- 1972: Franz (Regie, Buch, Darsteller, Musik)
- 1972: Die Entführer lassen grüßen (L’aventure c’est l’aventure) (Darsteller)
- 1972: Ein charmanter Gauner (Le Bar de la fourche) – Regie: Alain Levent (Darsteller, Musik)
- 1973: Die Filzlaus (L’emmerdeur) (Darsteller, Musik)
- 1973: Le Far-West (Regie, Buch, Darsteller, Musik)

### Biografien
deutsch
- Olivier Todd: Jacques Brel – ein Leben. Achilla-Presse, Hamburg 1997, ISBN 3-928398-23-7.
- Jens Rosteck: Brel – Der Mann, der eine Insel war. Mare, Hamburg 2016. ISBN 978-3-86648-239-5

französisch
- Olivier Todd: Jacques Brel – Une vie. Laffont, Paris 1984, ISBN 2-221-01192-9.
- Marc Robine: Le Roman de Jacques Brel. Carrière, Paris 2003, ISBN 2-253-15083-5.
- France Brel: Une vie formidable. Fondation Jacques Brel, Brüssel
- France Brel: Jacky – Chronique d’une vie, I. Fondation  Jacques Brel, Brüssel
- France Brel: Un troubadour – Chronique d’une vie, II. Fondation Jacques Brel, Brüssel

englisch
- Alan Clayson: Jacques Brel – La Vie bohème. Chrome Dreams, New Malden 2010, ISBN 978-1-84240-535-2.

### Textsammlungen
deutsch-französisch
- Heinz Riedel: Der zivilisierte Affe. Damokles, Ahrensburg 1970.

französisch
- Jacques Brel: Tout Brel. Laffont, Paris 2003, ISBN 2-264-03371-1.
- Jacques Brel: Œuvre intégrale. Laffont, Paris 1983, ISBN 2-221-01068-X.
- Jean Clouzet (Hrsg.): Jacques Brel. Choix de textes, discographie, portraits. Reihe Poètes d’aujourd’hui 119. Seghers, Paris 1964.

### Untersuchungen
deutsch
- Anne Bauer: Jacques Brel: Ein Feuer ohne Schlacken. In: Siegfried Schmidt-Joos (Hrsg.): Idole 2. Zwischen Poesie und Protest. John Lennon. Van Morrison. Randy Newman. Jacques Brel. Ullstein, Berlin 1984, ISBN 3-548-36503-5, S. 145–179.
- Thomas Weick: Die Rezeption des Werkes von Jacques Brel. Lang, Frankfurt am Main 1991, ISBN 3-631-42936-3.
- Michaela Weiss: Das authentische Dreiminutenkunstwerk. Léo Ferré und Jacques Brel – Chanson zwischen Poesie und Engagement. Winter, Heidelberg 2003, ISBN 3-8253-1448-0.

französisch
- Patrick Baton: Jacques Brel. L’imagination de l’impossible. Labor, Brüssel 2003, ISBN 2-8040-1749-4.
- Stéphane Hirschi: Jacques Brel. Chant contre silence. Nizet, Paris 1995, ISBN 2-7078-1199-8.
- Bruno Hongre, Paul Lidsky:  L’univers poétique de Jacques Brel. L’Harmattan, Paris 1998, ISBN 2-7384-6745-8.
- Monique Watrin: Brel. La quête du bonheur. Sévigny, Clamart 1990, ISBN 2-907763-10-5.

englisch
- Carole A. Holdsworth: Modern Minstrelsy. Miguel Hernandez and Jacques Brel. Lang, Bern 1979, ISBN 3-261-04642-2.
- Sara Poole: Brel and Chanson. A Critical Appreciation. University Press of America, Lanham 2004, ISBN 0-7618-2919-9.
- Chris Tinker: Georges Brassens and Jacques Brel. Personal and Social Narratives in Post-War Chanson. Liverpool University Press, Liverpool 2005, ISBN 0-85323-758-1.